# Villa Valmarana "Ai Nani"
 Villa Valmarana ai Nani è una villa veneta situata alle porte della città di Vicenza, sulle falde del colle di San Bastian, propaggine del vicino Monte Berico. La villa è celebre per lo straordinario ciclo di affreschi di Giambattista Tiepolo (allora nel pieno del suo splendore artistico) e del figlio Giandomenico.
Il nomignolo "ai Nani", con cui è conosciuta per differenziarla dalle altre ville della stessa famiglia, è dovuto alle 17 sculture in pietra che rappresentano nani, un tempo sparsi nel parco come nani da giardino, poi allineati sul muro di cinta.
La villa, pur essendo abitata dalla famiglia nobiliare dei Valmarana, è aperta al pubblico sei giorni alla settimana, al pari della vicina Villa Capra detta "La Rotonda" del Palladio, di proprietà di un altro ramo della famiglia Valmarana. Il viale di accesso alla villa continua infatti verso est lungo la stradina non asfaltata che conduce alla "Rotonda", distante poche centinaia di metri.

## Storia

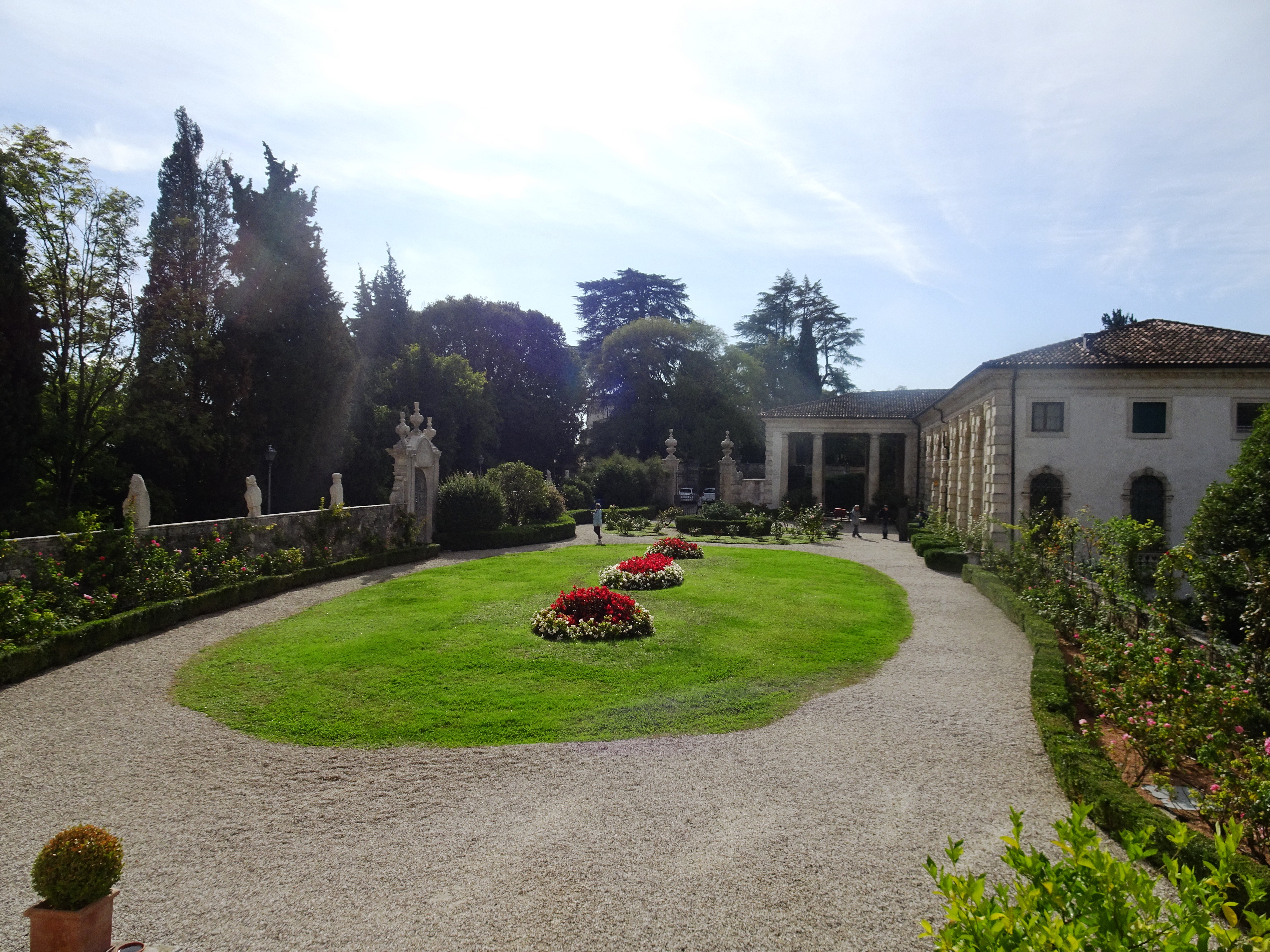
La foresteria e il giardino

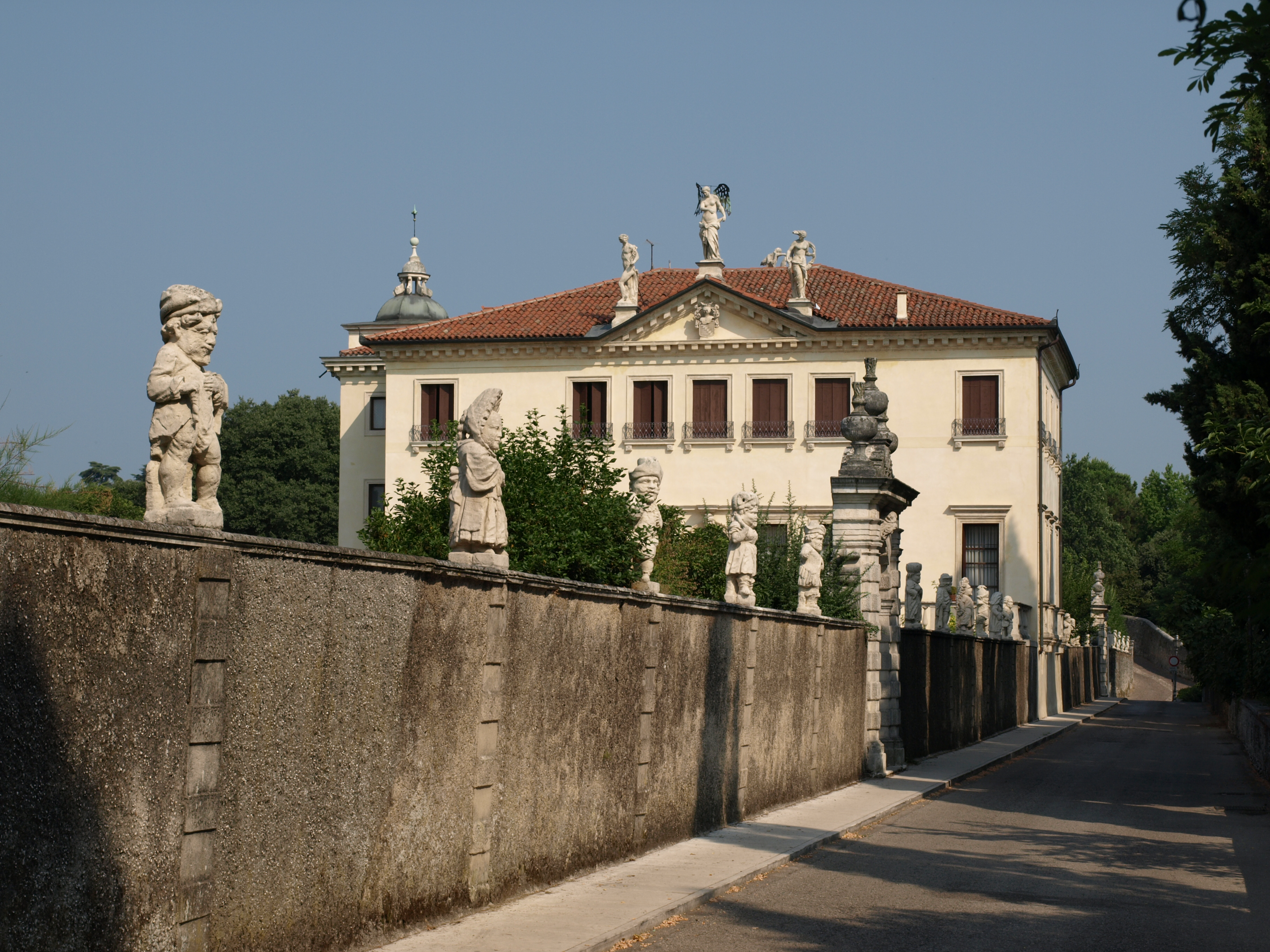
La recinzione di villa Valmarana con le sculture dei caratteristici nani

Il primo edificio, quello residenziale, voluto da Giovanni Maria Bertolo, fu completato nel 1670. Durante gli anni successivi alla struttura furono affiancate una barchessa, una foresteria, una stalla e vari altri edifici, tipici delle ville venete; tuttavia la collocazione collinare e gli interessi dei proprietari fanno sì che questa villa si caratterizzi più come residenza che come centro produttivo agricolo.
Nel 1720 la proprietà venne ceduta ai fratelli Valmarana: la famiglia continua a possedere il complesso e ad abitarlo.
Nel 1736 Giustino Valmarana incaricò Francesco Muttoni, che per la famiglia Valmarana aveva già lavorato con il palazzo cittadino di San Faustino, del restauro della villa; fu Muttoni ad apportare molte delle modifiche, come i frontoni triangolari sui due lati della palazzina principale, le scalinate e le torrette laterali della palazzina, nonché il tamponamento delle arcate della foresteria e la costruzione delle scuderie, sviluppate su due piani, con accesso dal viale che porta alla villa e dal piazzale soprastante.
Nell'aprile del 1944, in piena seconda guerra mondiale, alcune bombe incendiarie colpirono la villa e distrussero buona parte del soffitto della Sala dell'Eneide. Quasi tutti gli affreschi dovettero essere asportati: per alcuni venne utilizzata la tecnica dello strappo, mentre gli altri vennero staccati dopo la demolizione del muro retrostante in modo da conservare tutto lo spessore dell'intonaco sul quale erano stati dipinti. Al termine del conflitto bellico essi furono riapplicati alle pareti.

## Decorazione
(Goethe, Viaggio in Italia, 24 settembre 1786)
La palazzina principale e la foresteria furono affrescate da Giambattista Tiepolo e dal figlio Giandomenico nel 1757, per volere di Giustino Valmarana. In particolare la prima ripercorre temi mitologici e classici; l'atrio è costituito da una sala ispirata all'Ifigenia in Aulide di Euripide, mentre ai quattro lati della villa altrettante stanze rievocano l'epopea antica e moderna attraverso scene eroico-amorose, con episodi dall'Iliade di Omero, dall'Eneide di Virgilio, dall'Orlando furioso di Ludovico Ariosto e dalla Gerusalemme liberata di Torquato Tasso: come in un percorso iniziatico i personaggi dei quattro sommi poemi della storia d'Europa riflettono sulla "necessità di superare le delizie e le pene d'amore per raggiungere la maturità e la solitudine eroiche". 
Tiepolo, oltre al pennello, ha fra le mani i libri che hanno segnato il pensiero occidentale, la storia che lega l'antico al moderno, dall'antica Grecia e dalla Roma imperiale al grande Rinascimento italiano, in un gioco di specchi e di imitazioni. La villa diviene così un "palazzo della memoria", "schema dell'universo imperniato sui quattro angoli-pilastro (Nord, Sud, Est, Ovest) in cui i personaggi-chiave dell'epica, la storia immaginaria che unifica i tempi (Antico, Moderno) attraverso le gesta degli eroi celebrati per il coraggio adamantino e le virtù straordinarie, si raccolgono dialogando su un teatro virtuale". I personaggi affrescati esprimono un sentimentalismo che richiama quello presente nel melodramma, genere teatrale diffuso nel XVIII secolo che ebbe in Pietro Metastasio il suo esponente più noto.

### Corpo centrale
Nell'atrio viene rappresentato il Sacrificio d'Ifigenia (forse la più celebre fra le opere presenti nella dimora e probabilmente la più nota rappresentazione artistica di Ifigenia in assoluto) mentre ai lati i Soldati fra colonne e la Flotta greca in Aulide; nel soffitto Diana e Eolo; sopra le porte personificazioni dei fiumi, opera di Giandomenico Tiepolo.

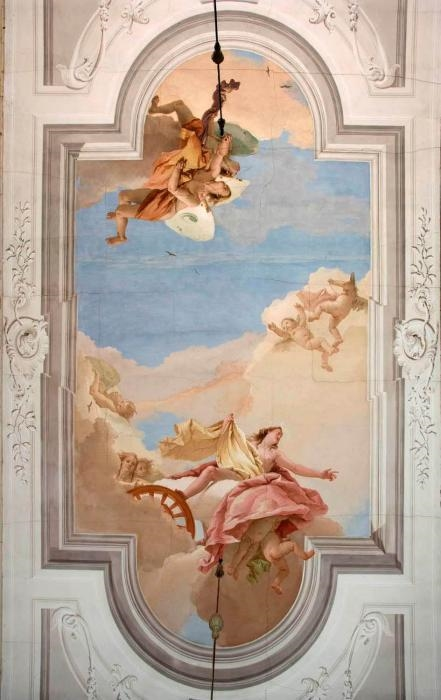
Diana ed Eolo (soffitto)
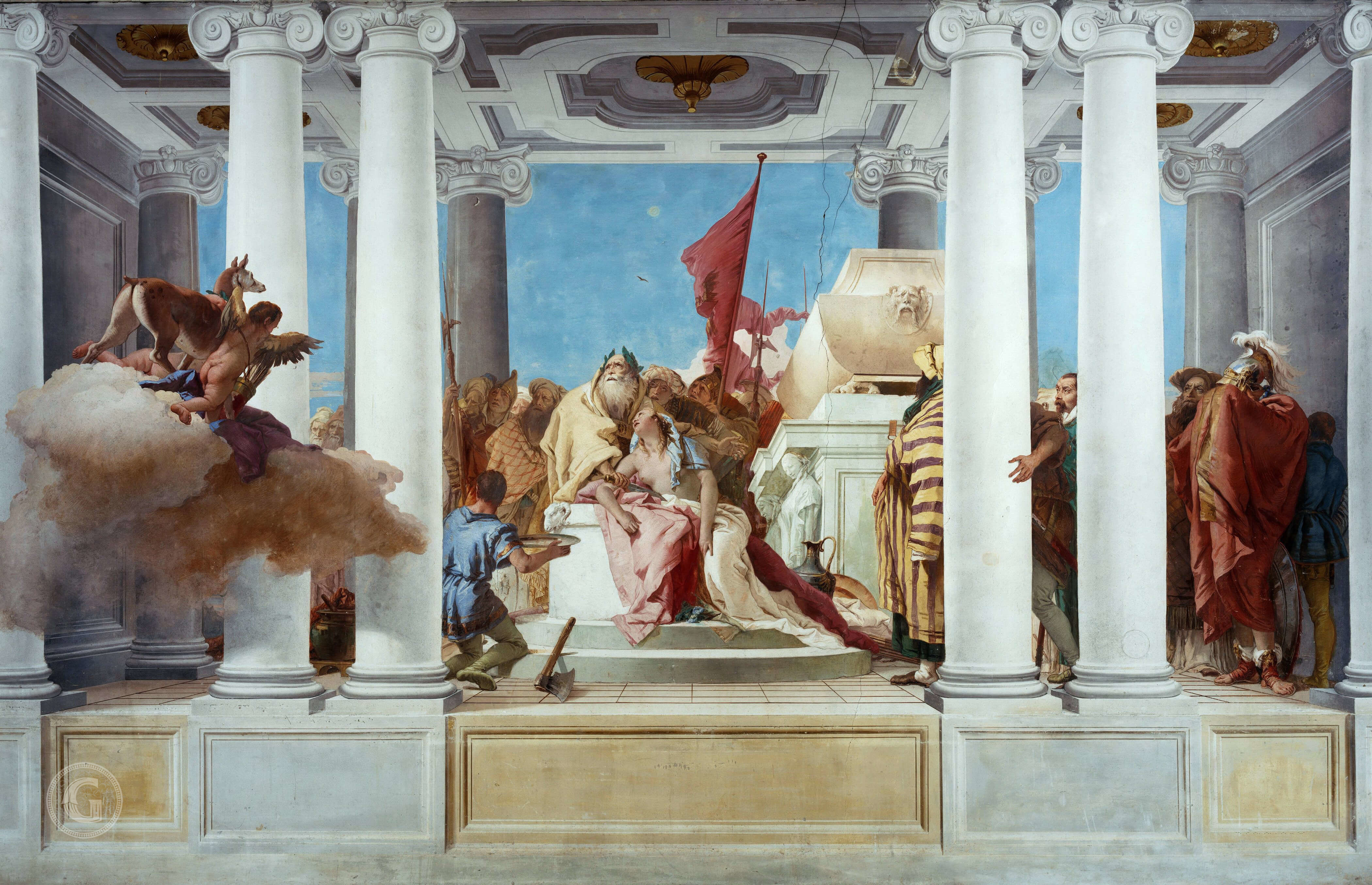
Sacrificio d'Ifigenia
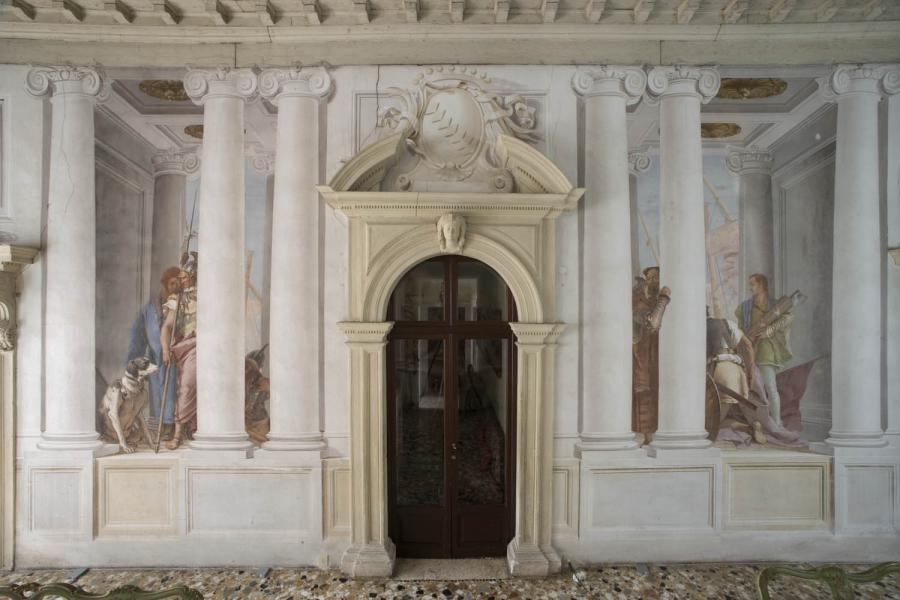
Soldati fra colonne (a sinistra) e Flotta greca in Aulide (a destra)

La sala dedicata all'Iliade propone tra l'altro, in un suggestivo trompe l'oeil, la meditabonda, solitaria malinconia di Achille che è stato costretto a rinunciare a Briseide (Teti consola Achille). L'eroe sorregge col braccio la testa mentre le armi giacciono abbandonate; tra i flutti marini appare Teti, nereide moglie di Peleo e madre di Achille.

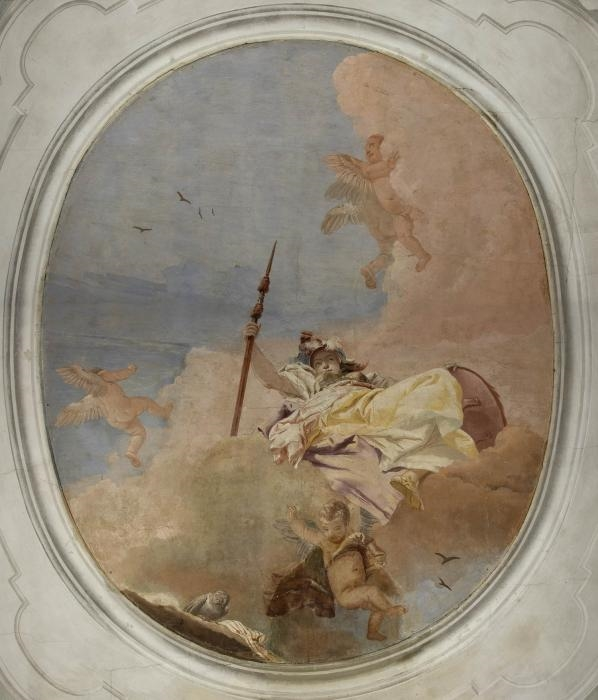
Minerva e putti (soffitto)
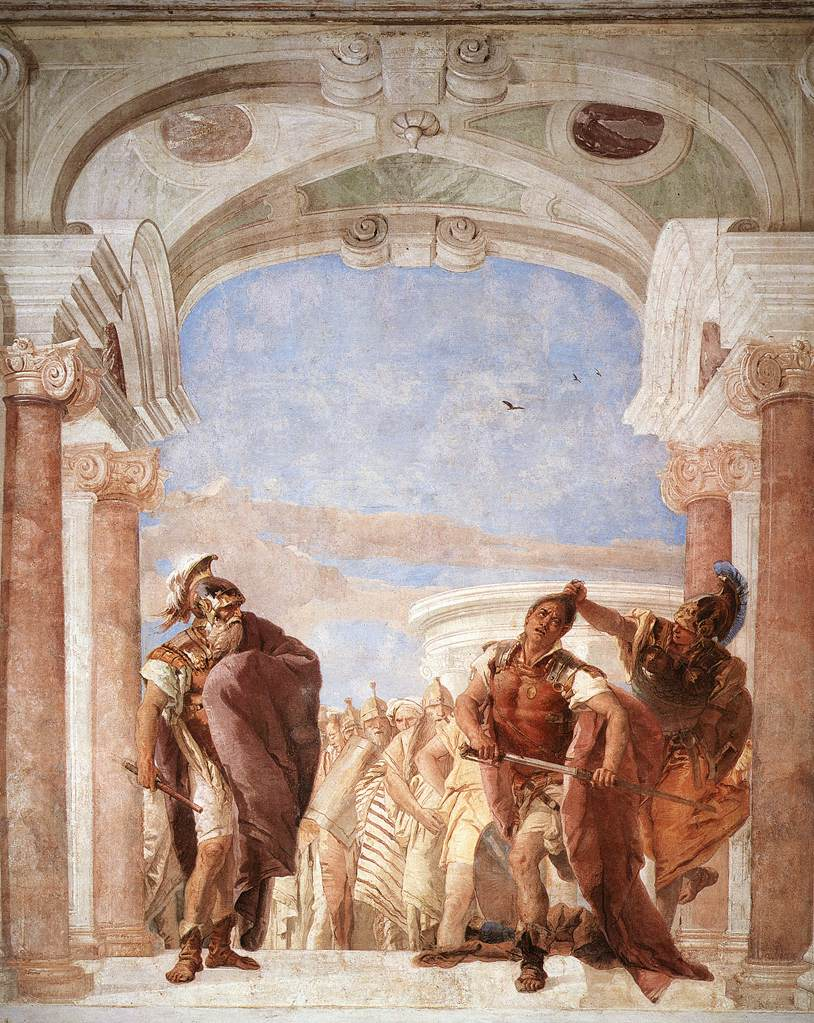
Minerva trattiene Achille dall'uccidere Agamennone
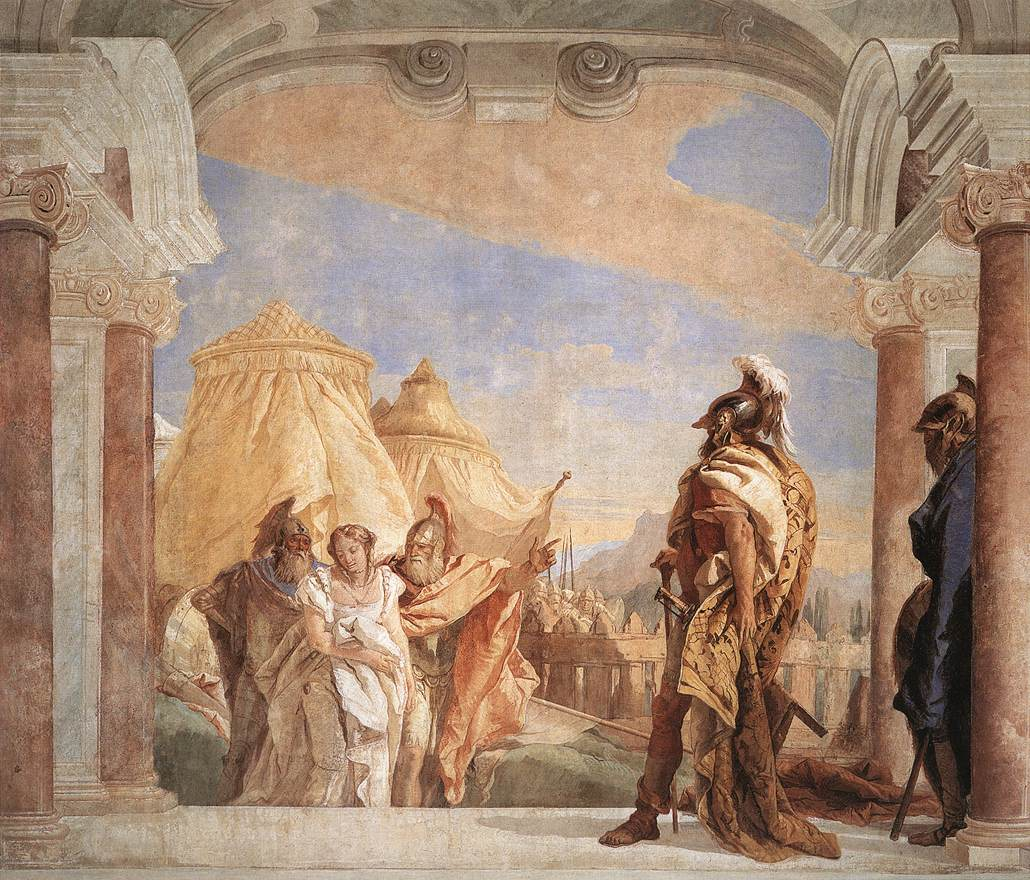
Briseide condotta ad Agamennone
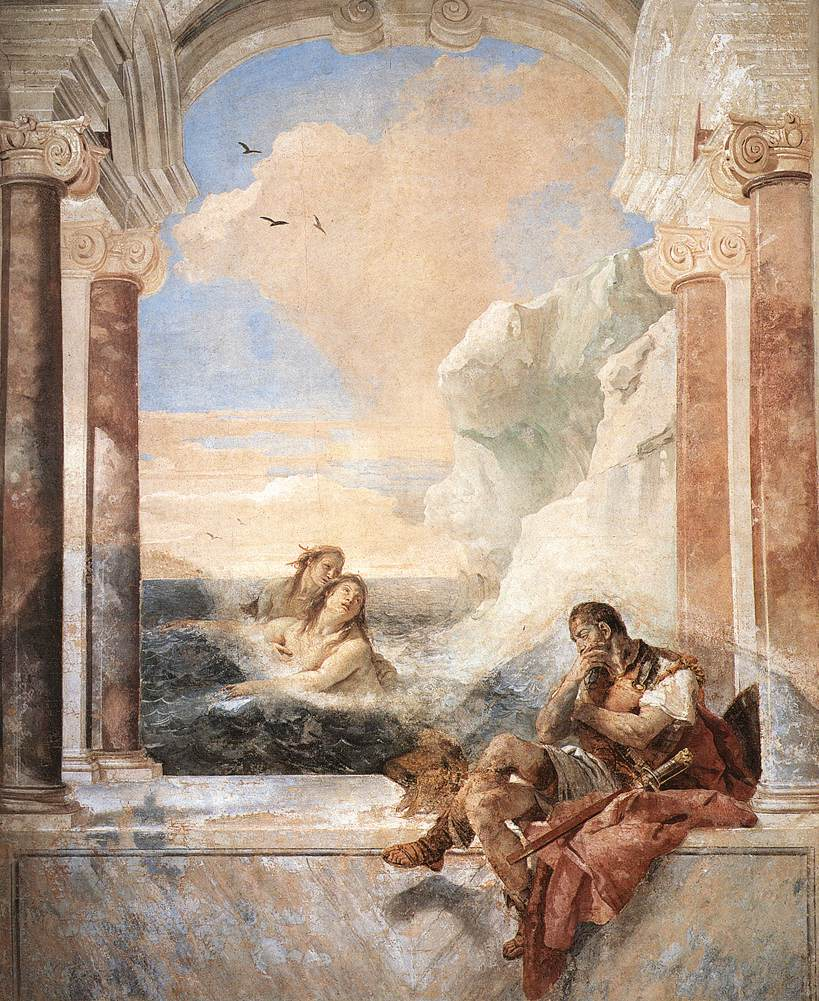
Teti consola Achille
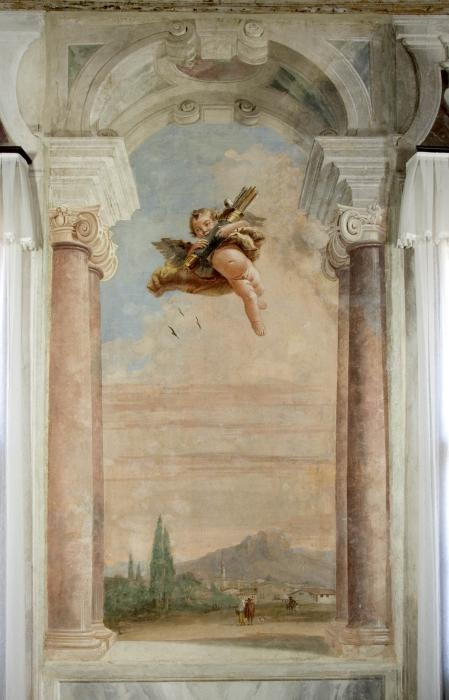
Paesaggio campestre con Cupido

La stanza omerica dà accesso a quella ariostesca: dopo Achille, troviamo infatti la storia ardimentosa di Ruggero che libera Angelica dall'Orca di Ebuda e quella di ispirazione bucolica e teneramente amorevole di Angelica e Medoro. Nella sala dell'Orlando furioso spiccano gli affreschi Ruggero salva Angelica e Angelica incide il nome di Medoro sulla corteccia. In quest'ultima opera il paesaggio rappresentato da Tiepolo è primaverile e sereno: esso riprende il topos del locus amoenus.

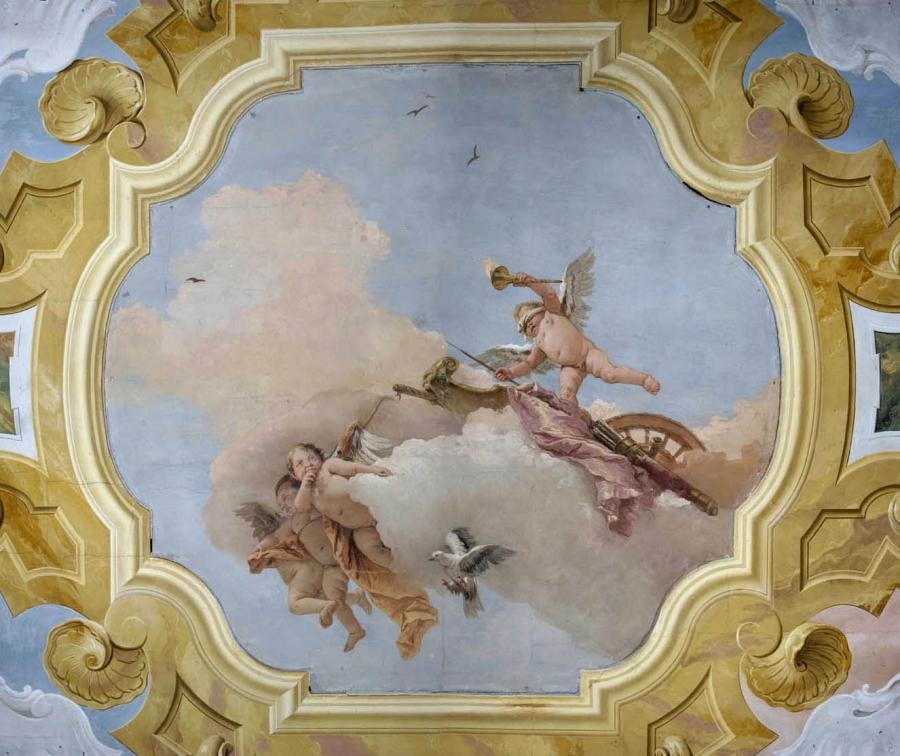
Amore bendato su un cocchio trainato da putti (soffitto)
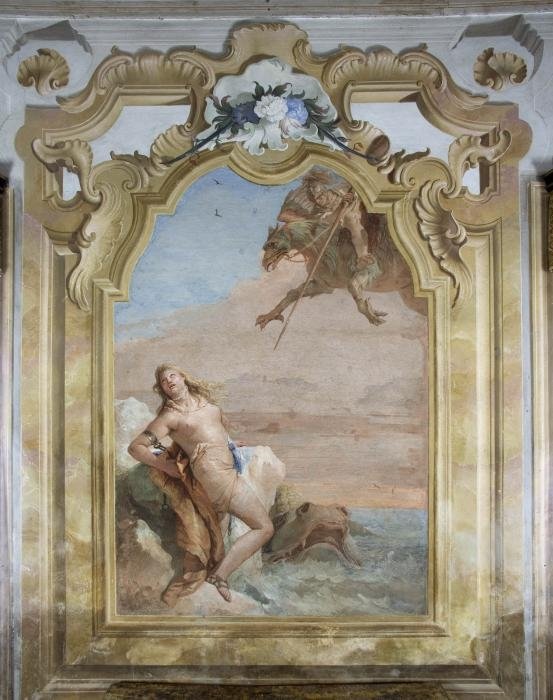
Ruggero salva Angelica
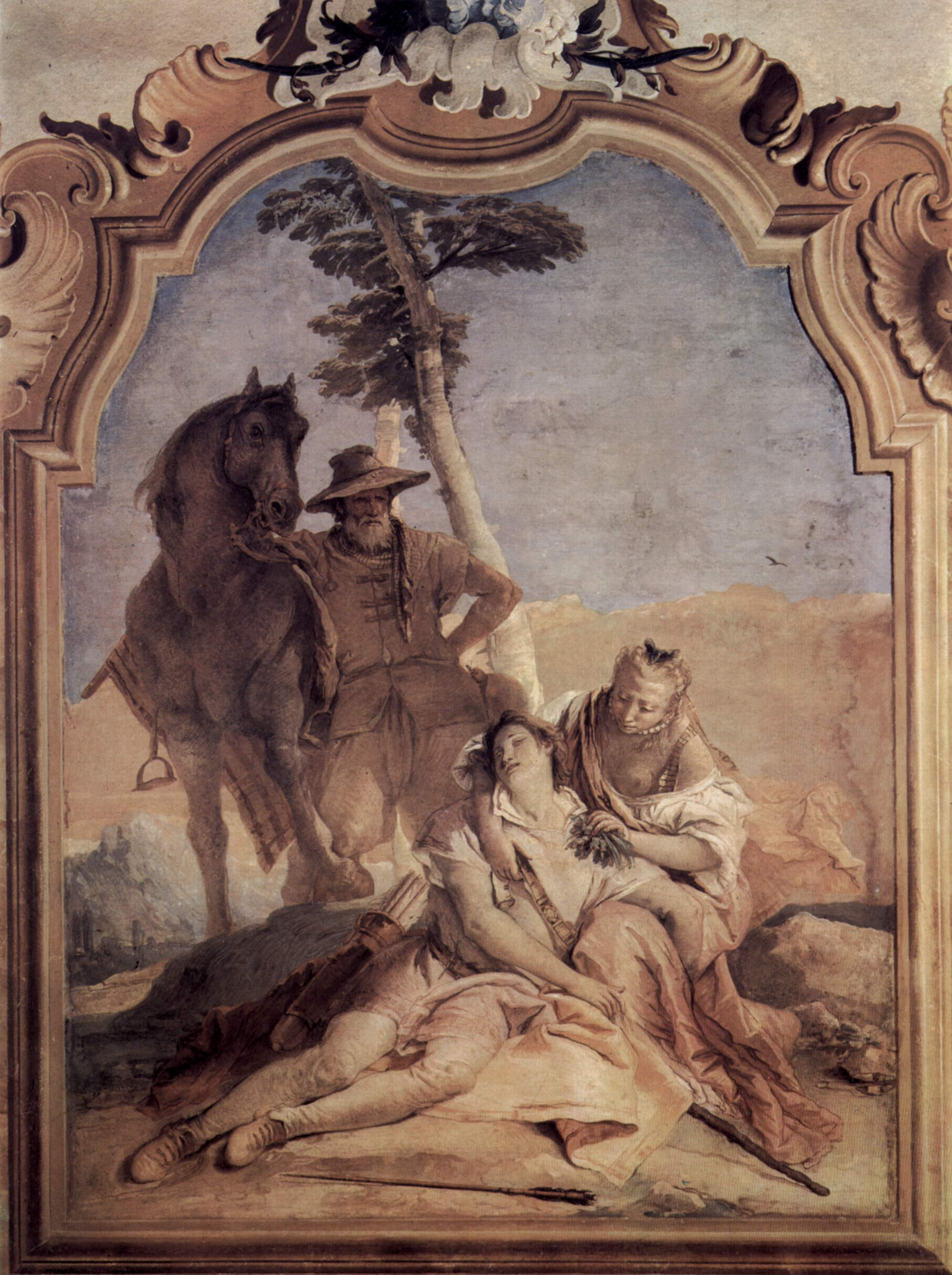
Angelica soccorre Medoro ferito
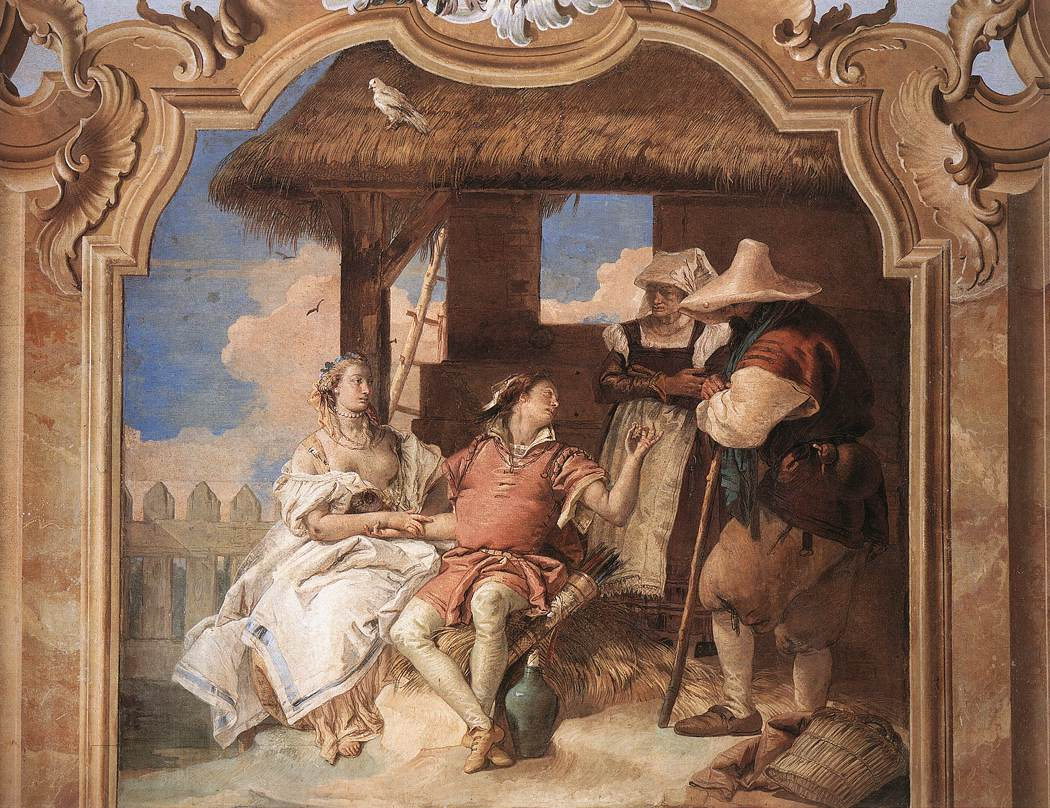
Angelica e Medoro si congedano dai pastori che li hanno ospitati
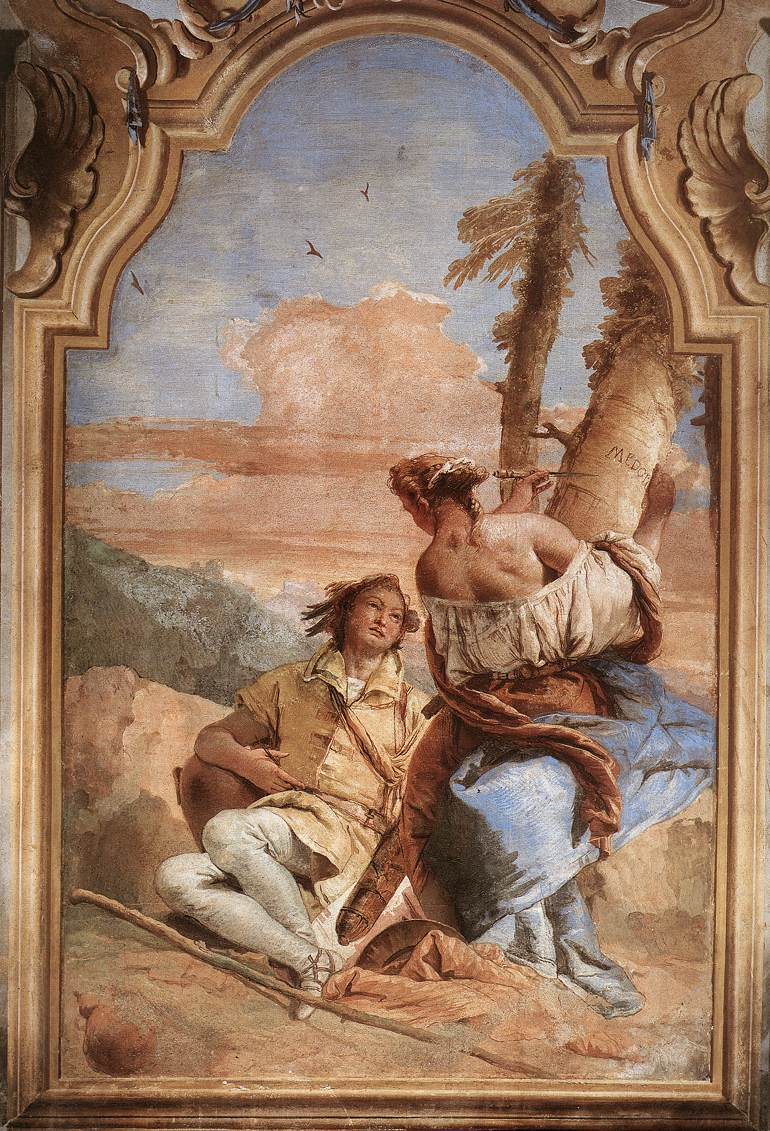
Angelica incide il nome di Medoro sulla corteccia

Le altre due sale presentano scene dall'Eneide del poeta latino Virgilio e dalla Gerusalemme liberata di Torquato Tasso: nel Settecento i due poemi erano letti con una sensibilità quasi romantica. L'"eroismo della rinuncia amorosa" per l'adempimento di un destino eroico fa da ponte anche in queste due stanze, con Enea che deve abbandonare per sempre Didone e con Rinaldo che lascia la maga Armida.
Nella sala dell'Eneide Tiepolo raffigura Mercurio mentre esorta Enea a riprendere il viaggio verso il Lazio. Mercurio è ritratto con il suo caduceo. Enea ha la postura dell'uomo pensieroso: la mano regge la fronte, l'elmo è abbandonato a terra. Il dramma interiore dell'eroe troiano è accentuato dalla posizione delle gambe divaricate.

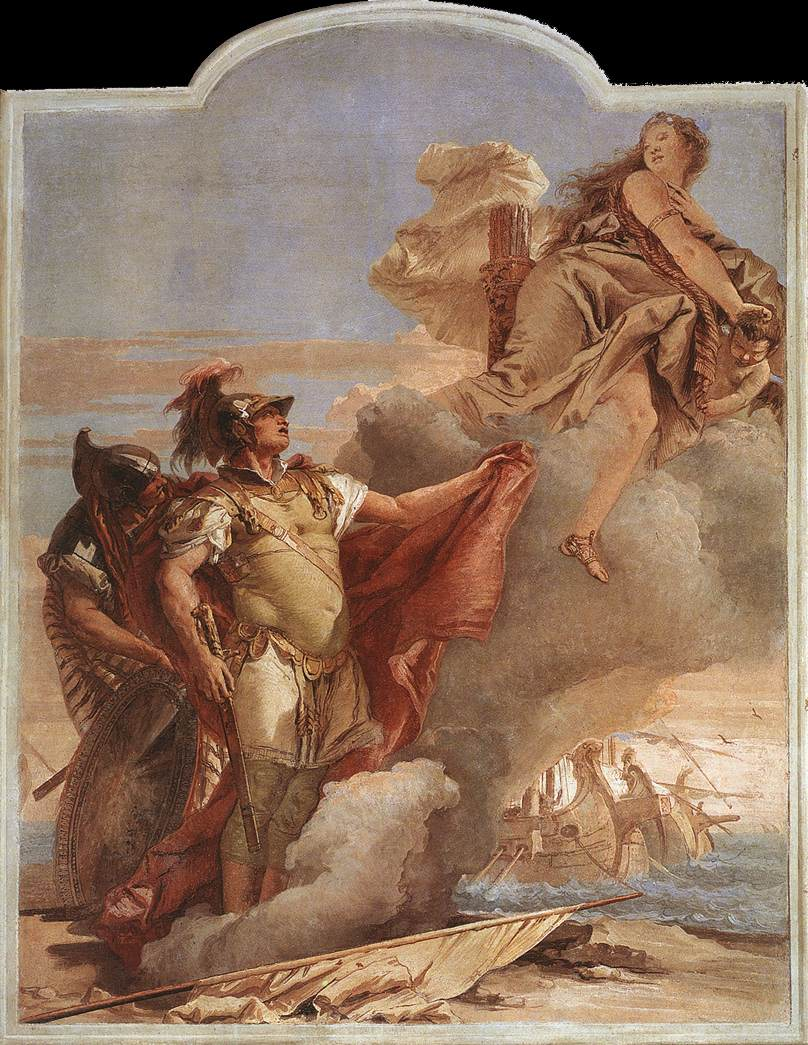
Venere appare ad Enea sulla strada per Cartagine
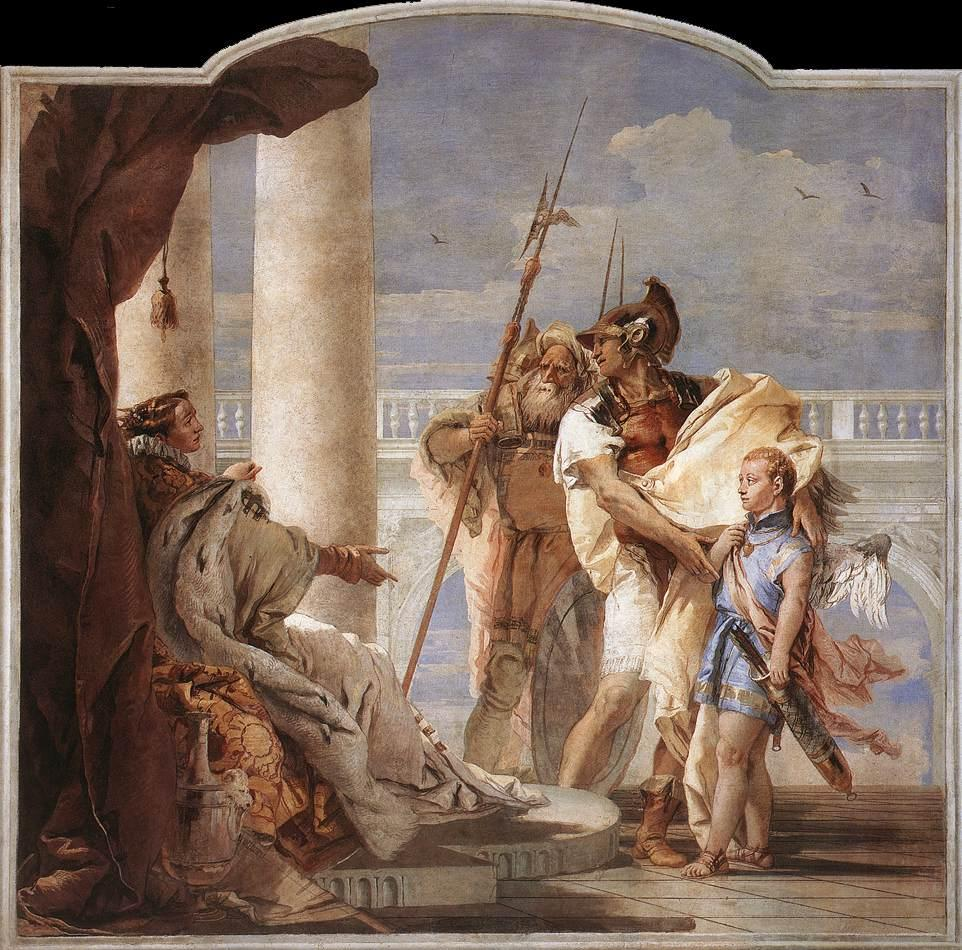
Enea presenta a Didone Cupido travestito da Ascanio
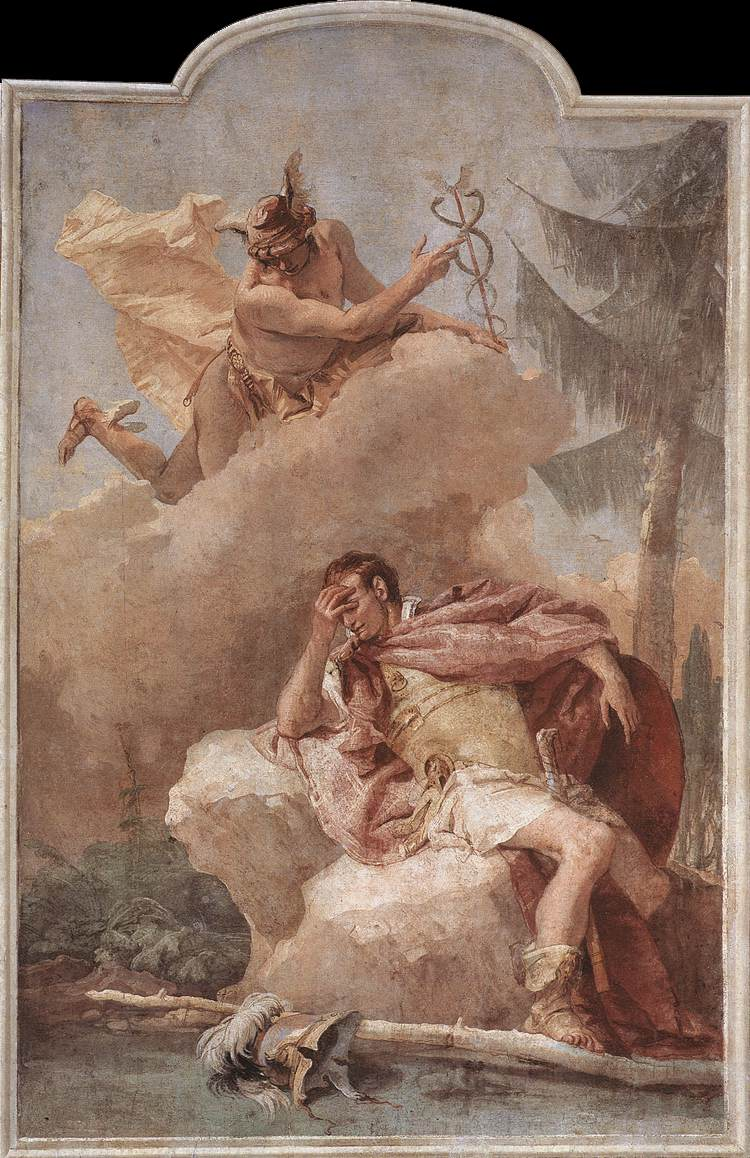
Mercurio esorta Enea a partire

Nella sala della Gerusalemme liberata la figura di Rinaldo assume una componente "teatrale" e melodrammatica, attraverso la forte torsione del busto e la rappresentazione del paesaggio. In particolare in Rinaldo abbandona Armida l'albero al centro della scena è quasi una cesura tra il futuro che attende Rinaldo e il passato che lo ha legato ad Armida. Notevole anche Rinaldo osserva vergognoso la propria immagine soggiogata, raffigurante un segmento poco noto del poema tassiano.

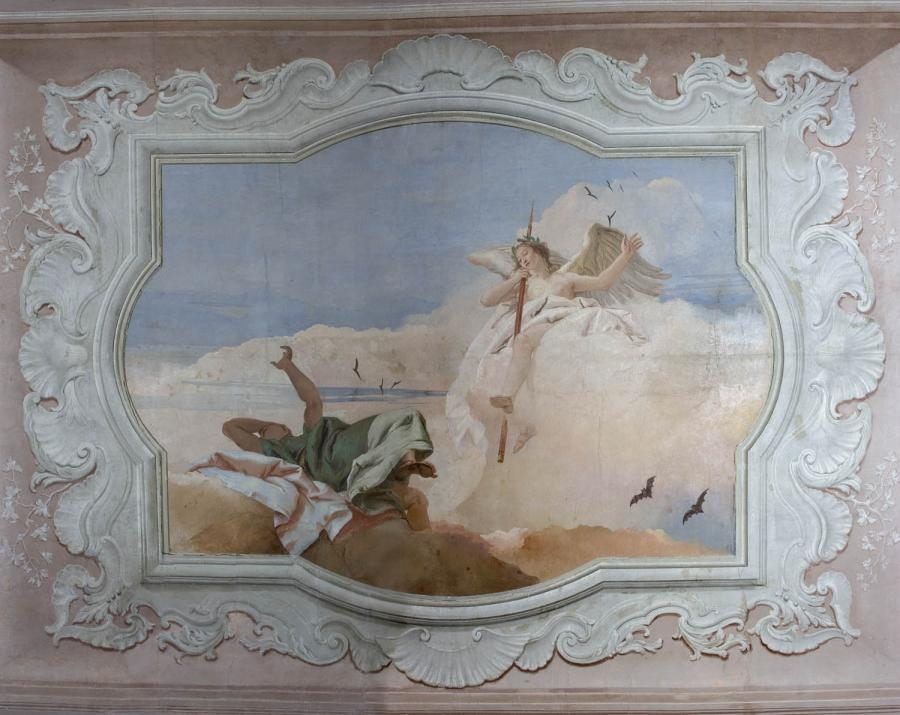
Trionfo della virtù sull'ignoranza (soffitto)
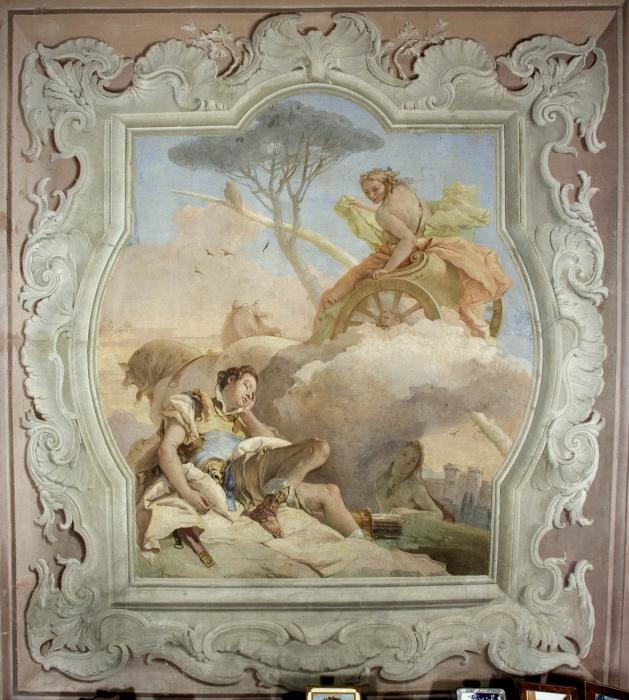
Armida rapisce Rinaldo dormiente
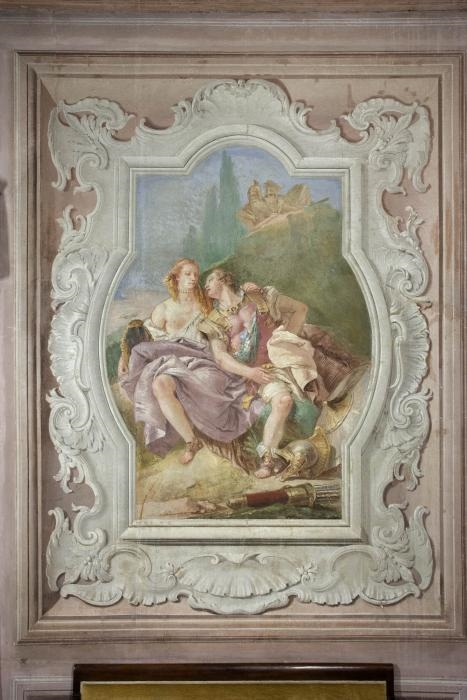
Rinaldo e Armida sorpresi da Ubaldo e Carlo
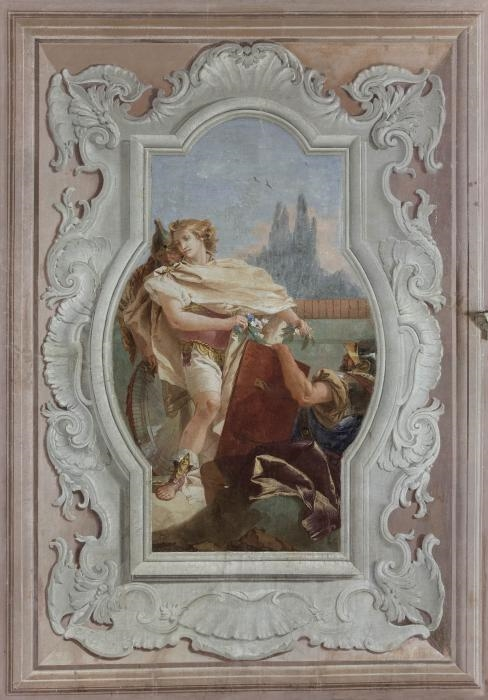
Rinaldo osserva vergognoso la propria immagine soggiogata
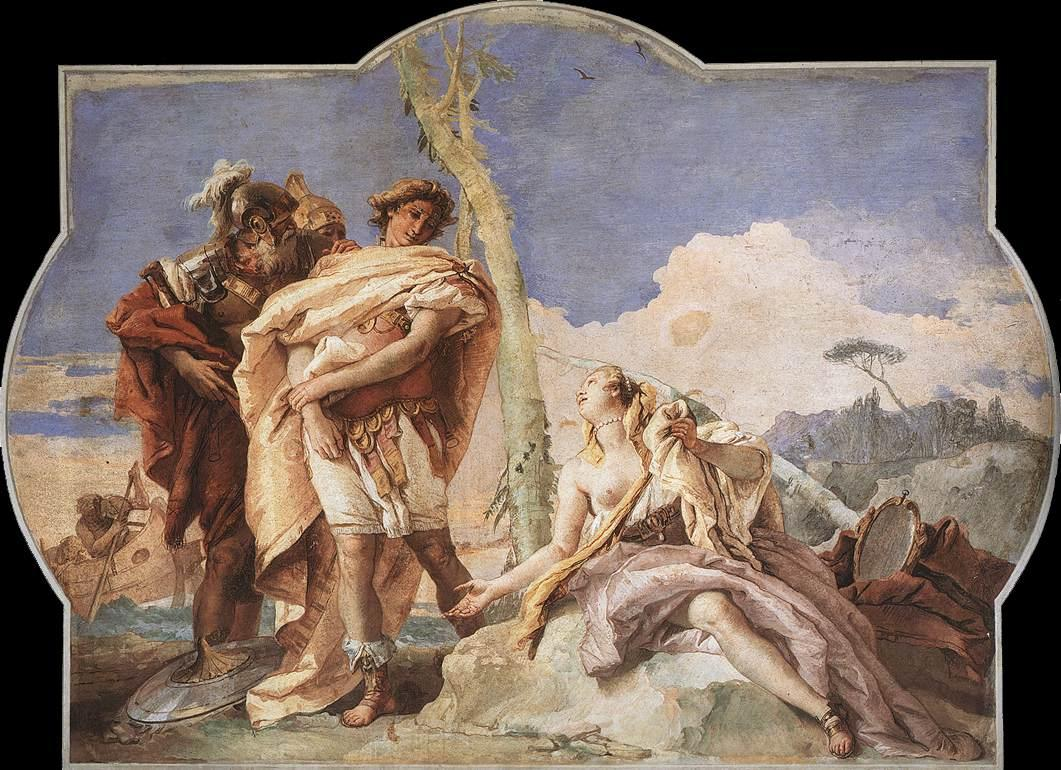
Rinaldo abbandona Armida

### Foresteria
La foresteria presenta uno stile più moderno rispetto alla villa vera e propria, con richiami all'illuminismo e scene di vita quotidiana, dalla rappresentazione della campagna veneta, a quelle della nobiltà, sino a quella della lontana Cina. Qui è presente in maniera decisa la mano di Giandomenico Tiepolo, che nega il gusto del sublime paterno. A Giambattista si deve soltanto la Stanza dell'Olimpo, dove si ritrova la tendenza che caratterizza l'edificio principale.

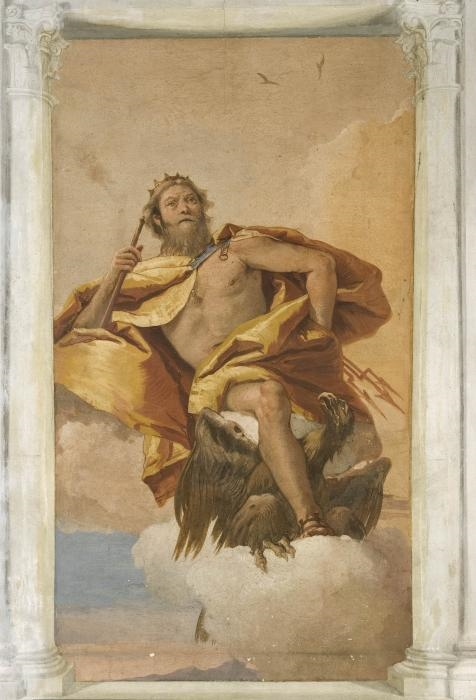
Giove
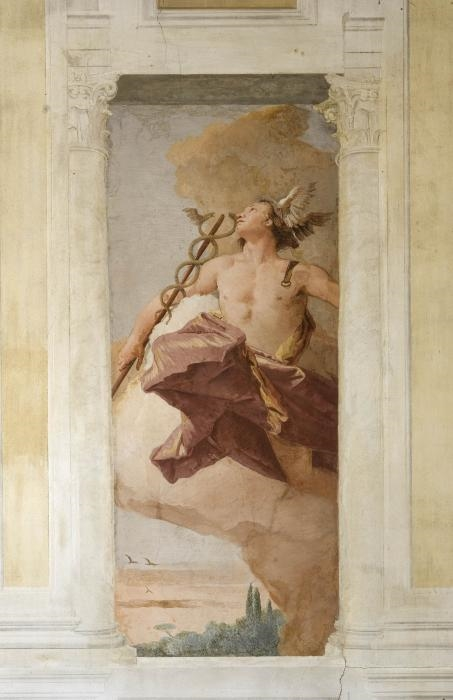
Mercurio
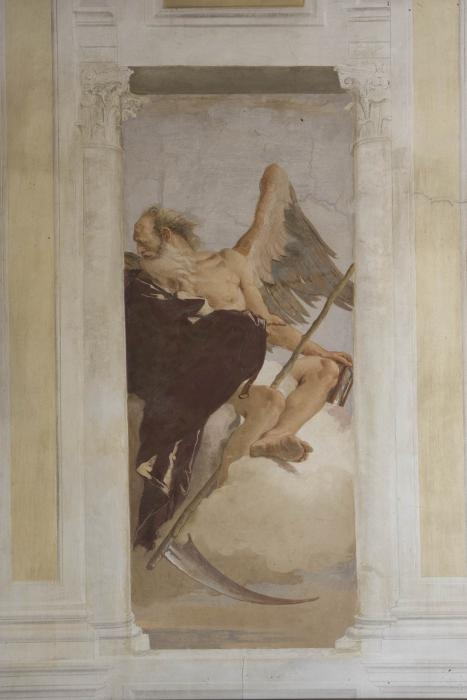
Il Tempo
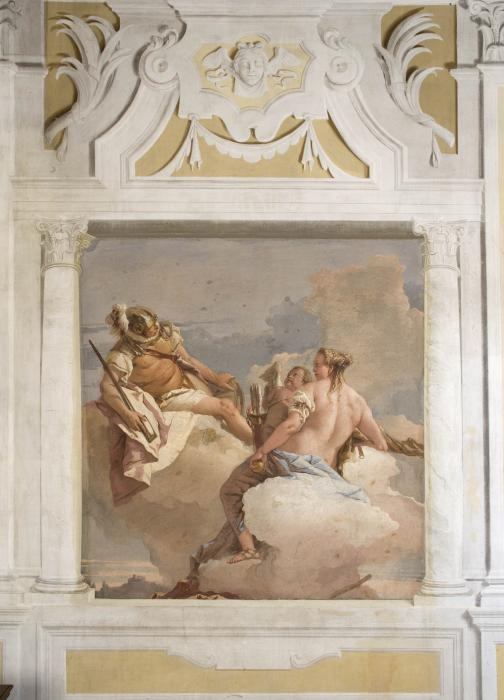
Venere con Amore e Marte
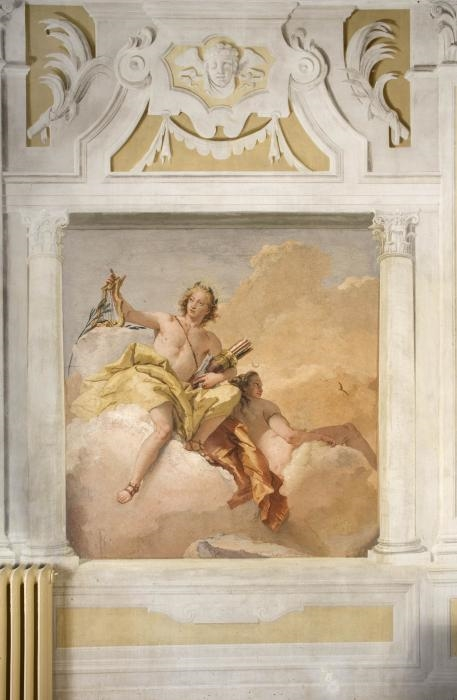
Apollo e Diana

Nella scelta dei temi dipinti negli altri sei ambienti della foresteria, Giandomenico Tiepolo operò da vero innovatore.
Nella Sala delle Cineserie si possono ammirare scene dalla Cina dell'epoca, specchio del gusto dell'epoca per un esotismo di maniera e di un genere ben preciso, la chinoiserie.

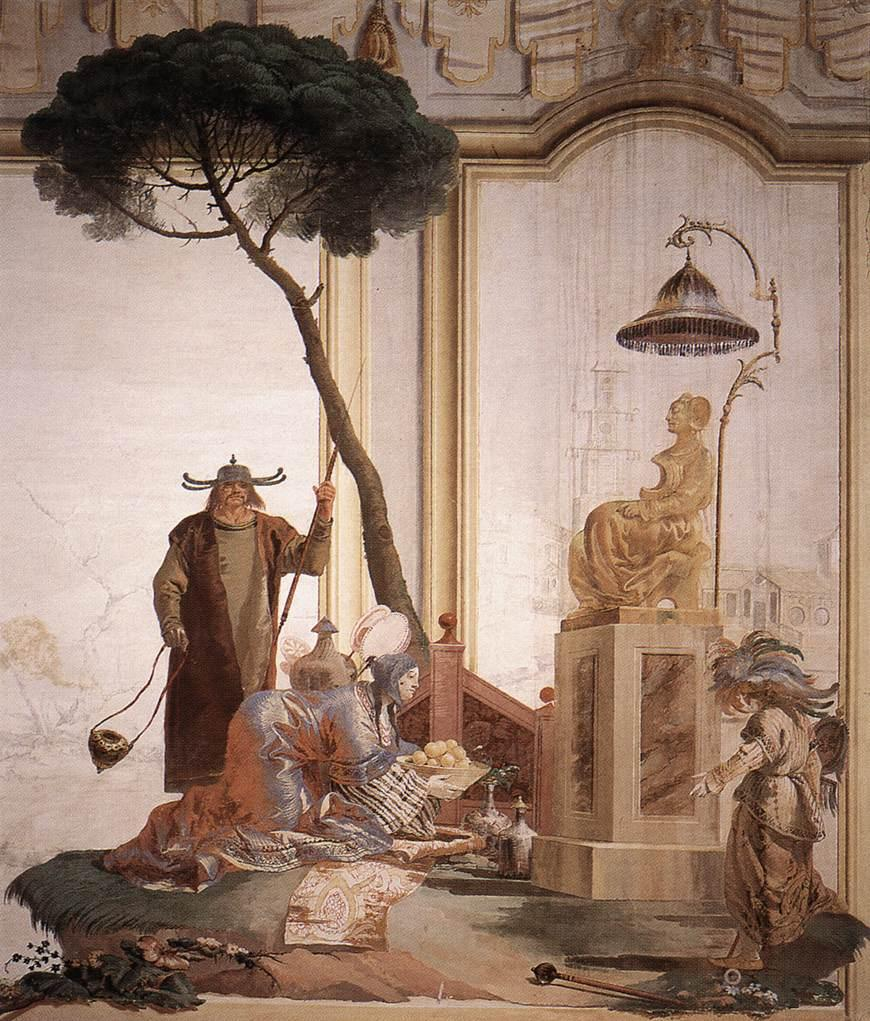
Offerta di frutta a una divinità della luna
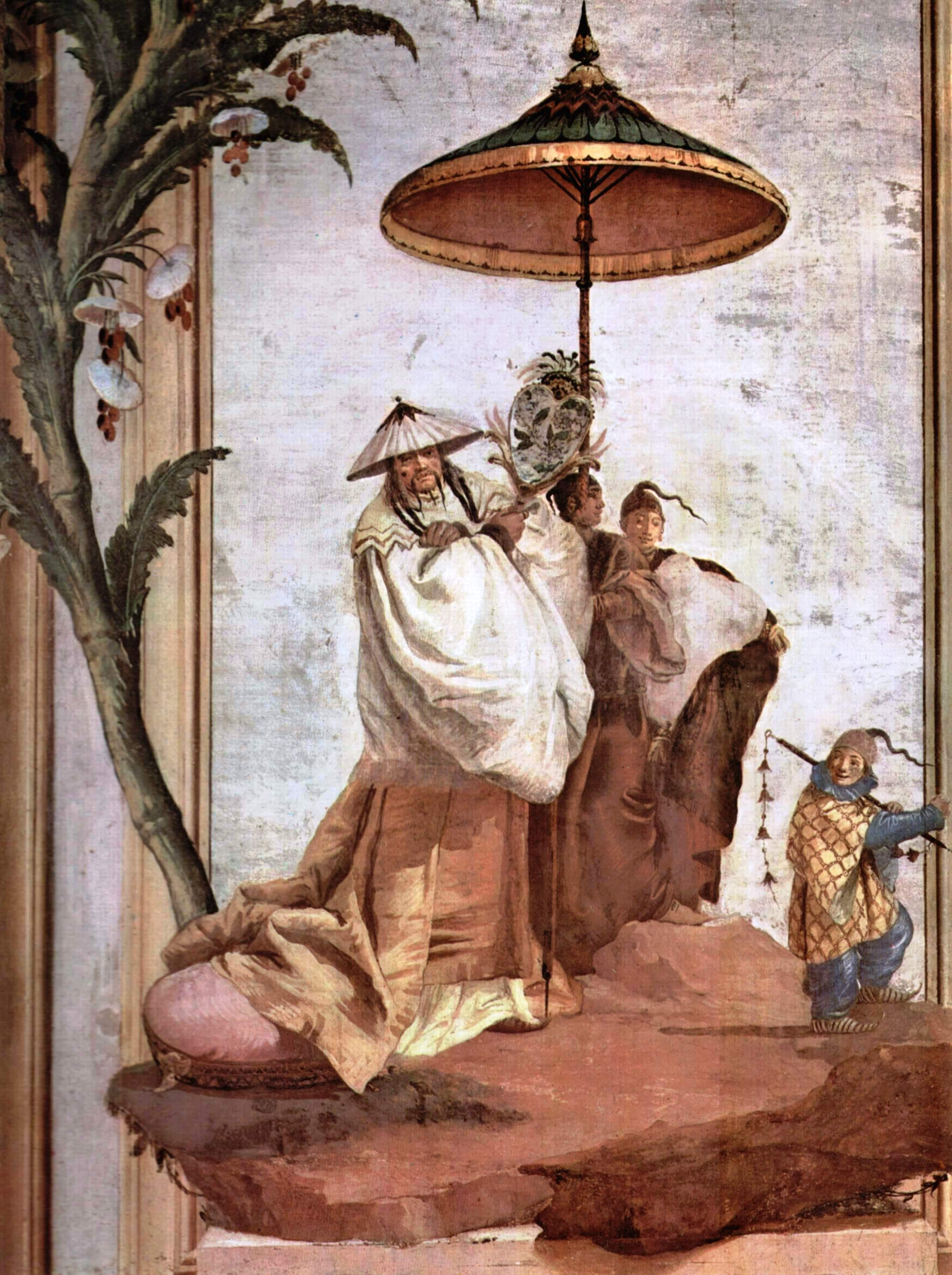
Passeggiata del Mandarino
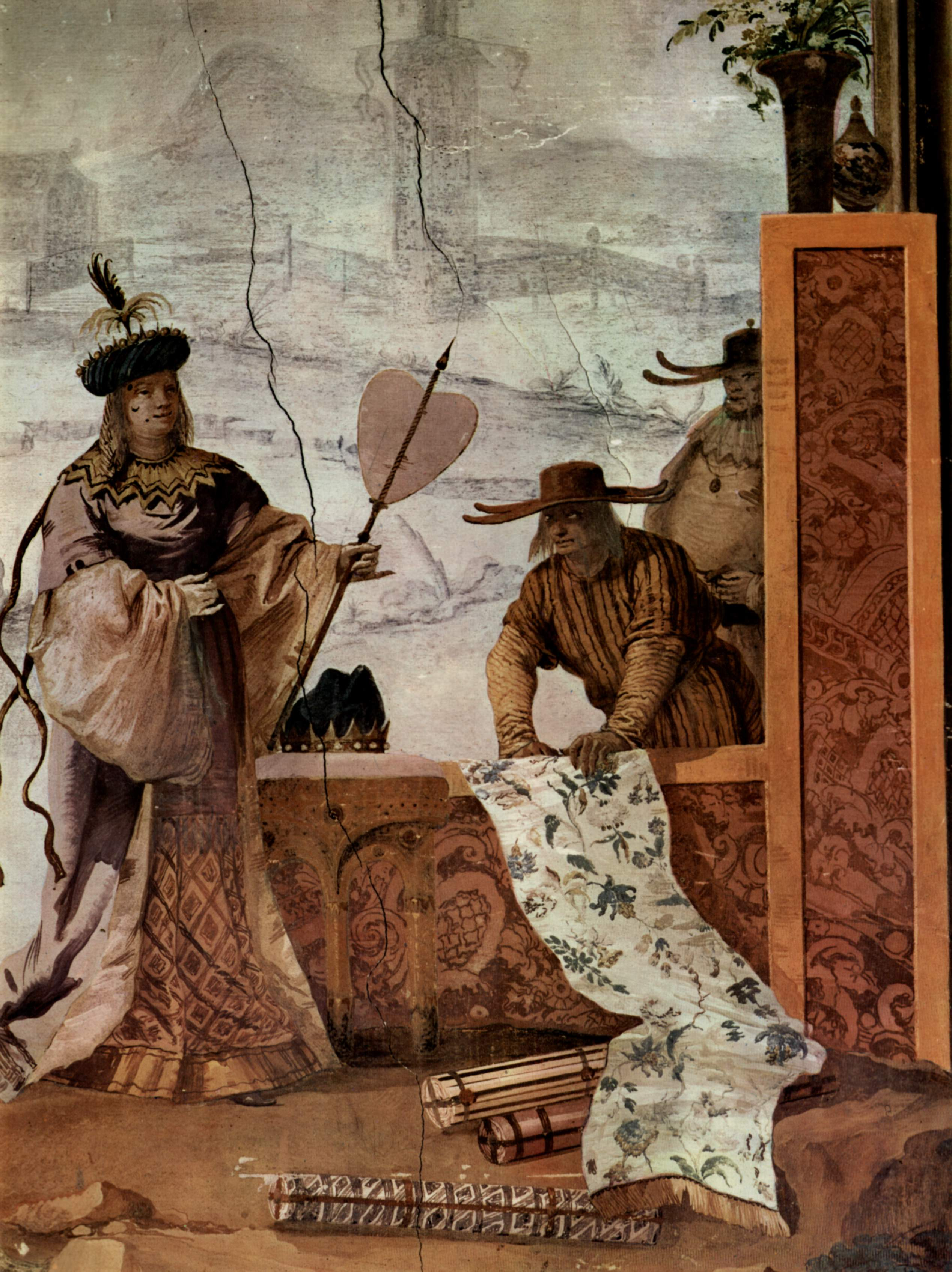
Mercante cinese di tessuti
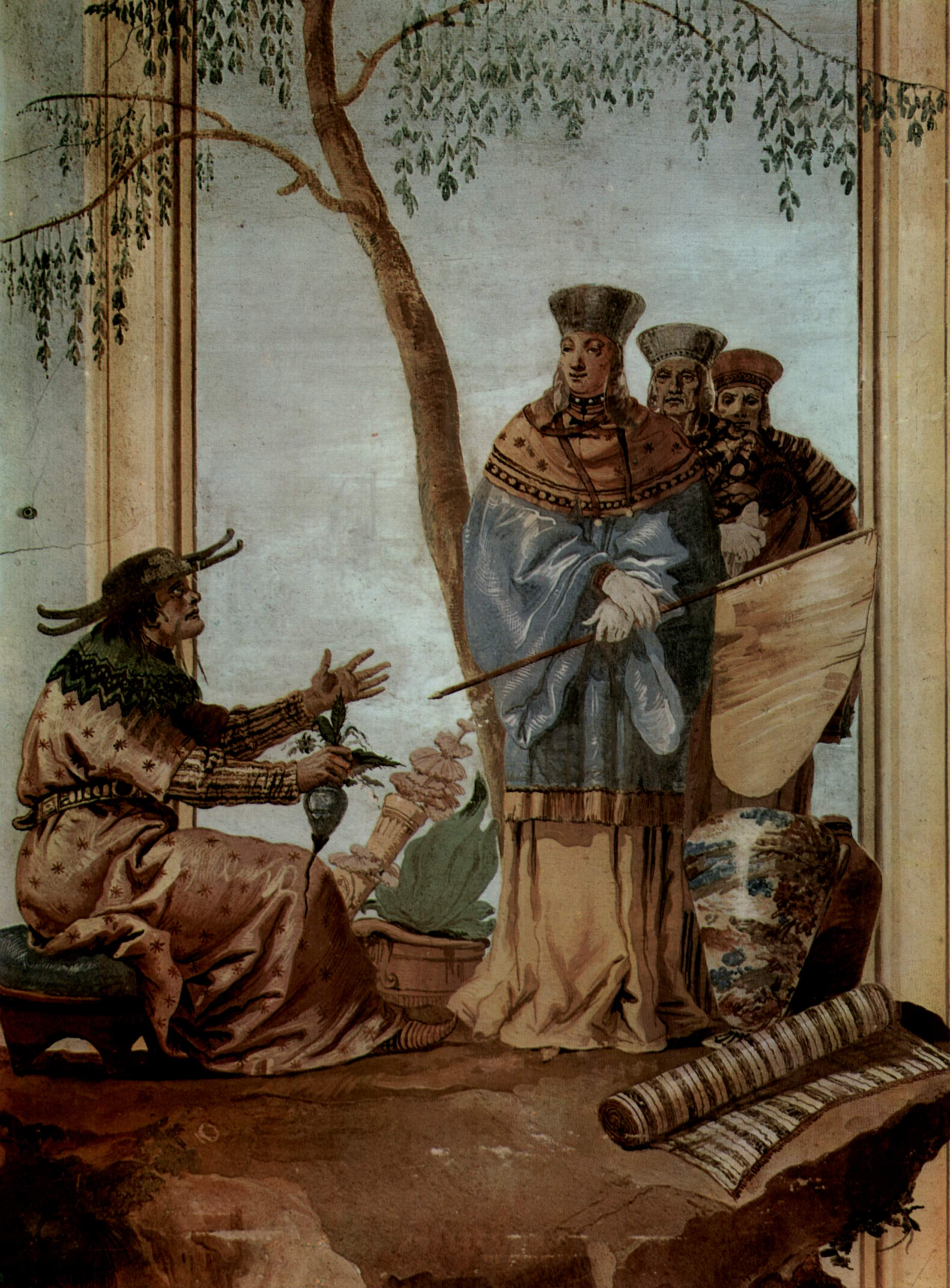
Principe cinese e indovino

Nella Stanza Gotica (o Stanza delle Passeggiate), le scene (Passeggiata invernale ed estiva, Dichiarazione d'amore) e i personaggi (Figure allegoriche) sono accolti in una cornice che costituisce appunto uno dei primissimi esempi di rappresentazione neogotica.

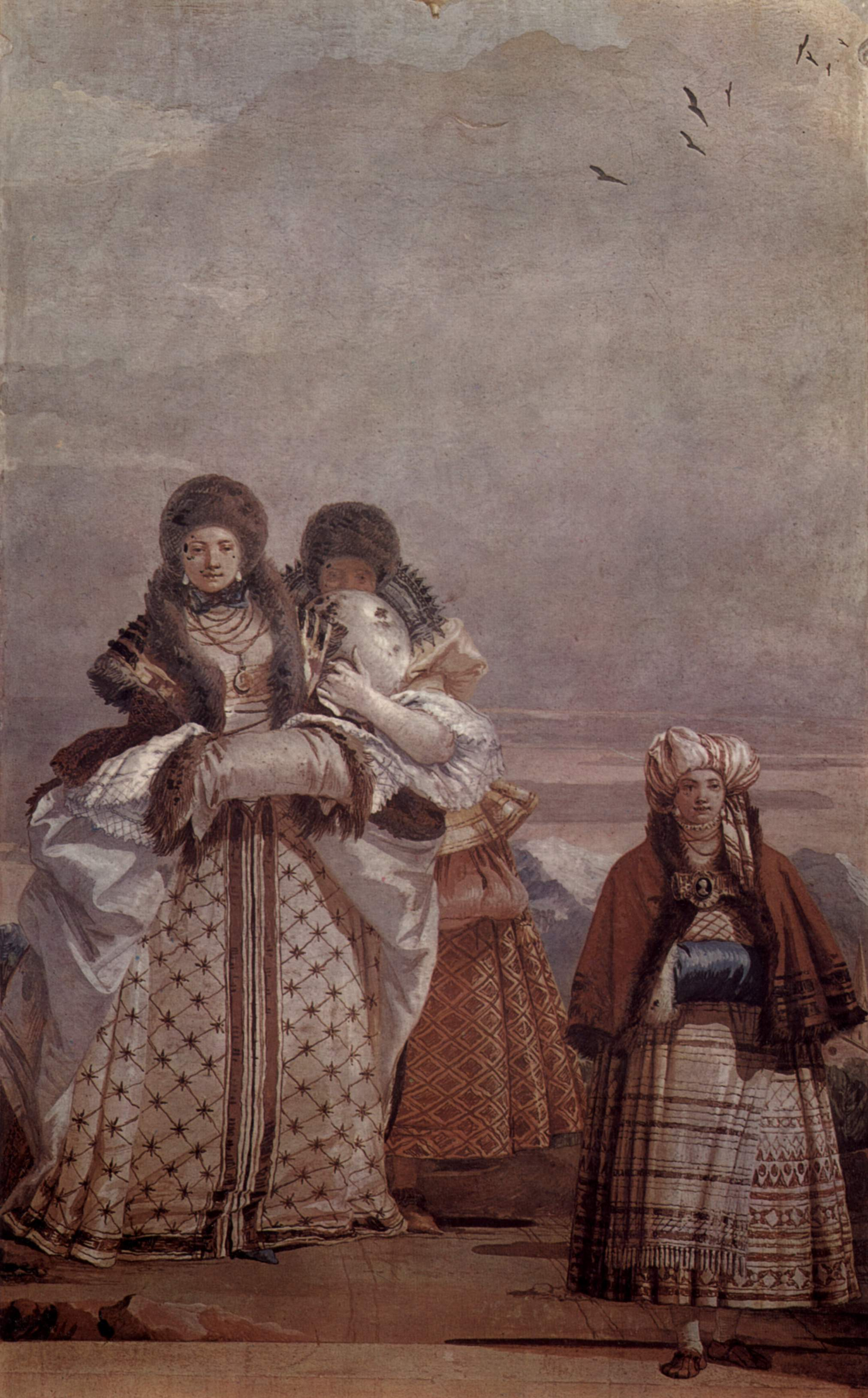
Passeggiata invernale
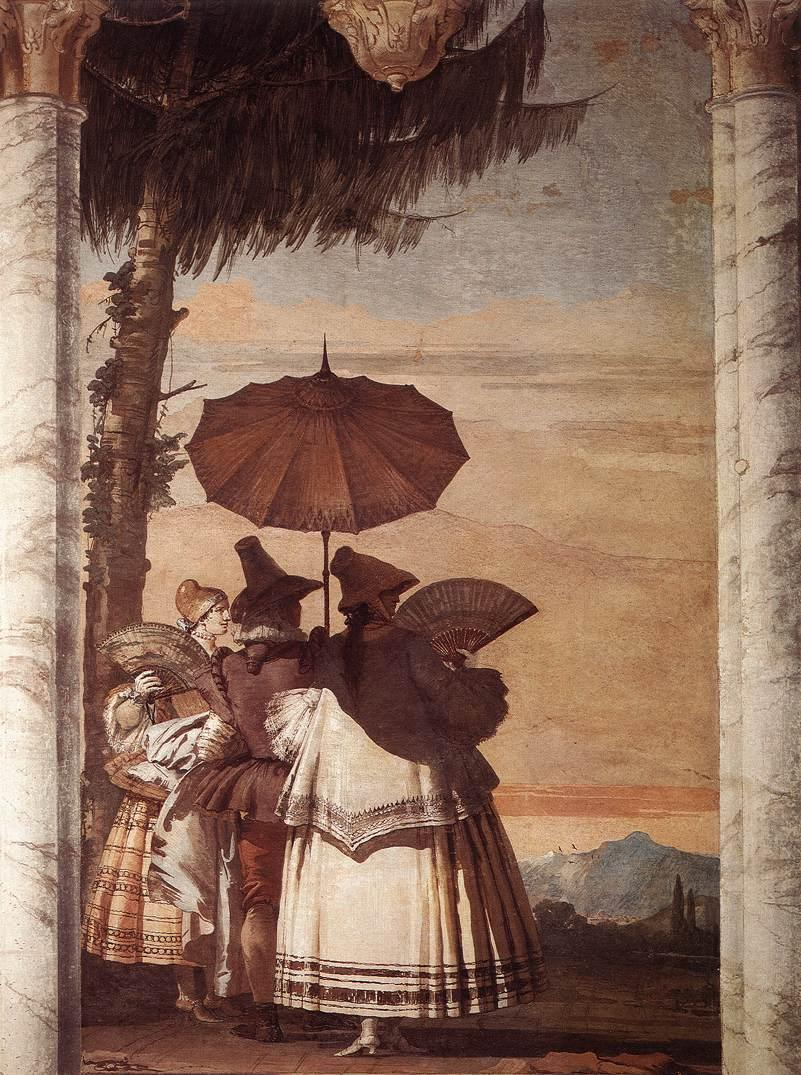
Passeggiata estiva
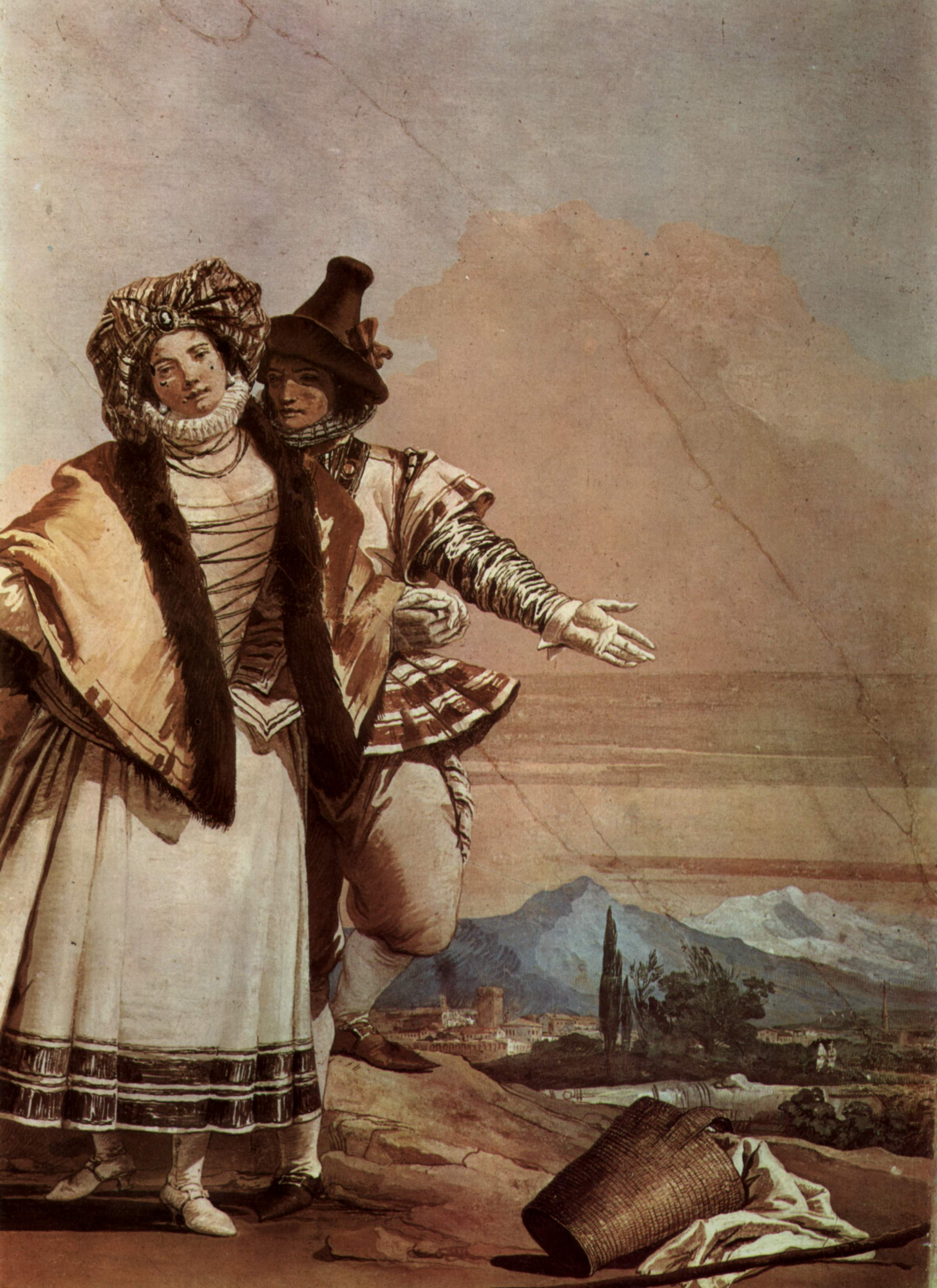
Dama e gentiluomo a passeggio

La Stanza delle Scene Campestri (o Stanza dei Contadini) mostra affreschi caratterizzati dall'idillio, con scene idealizzate di vita contadina.

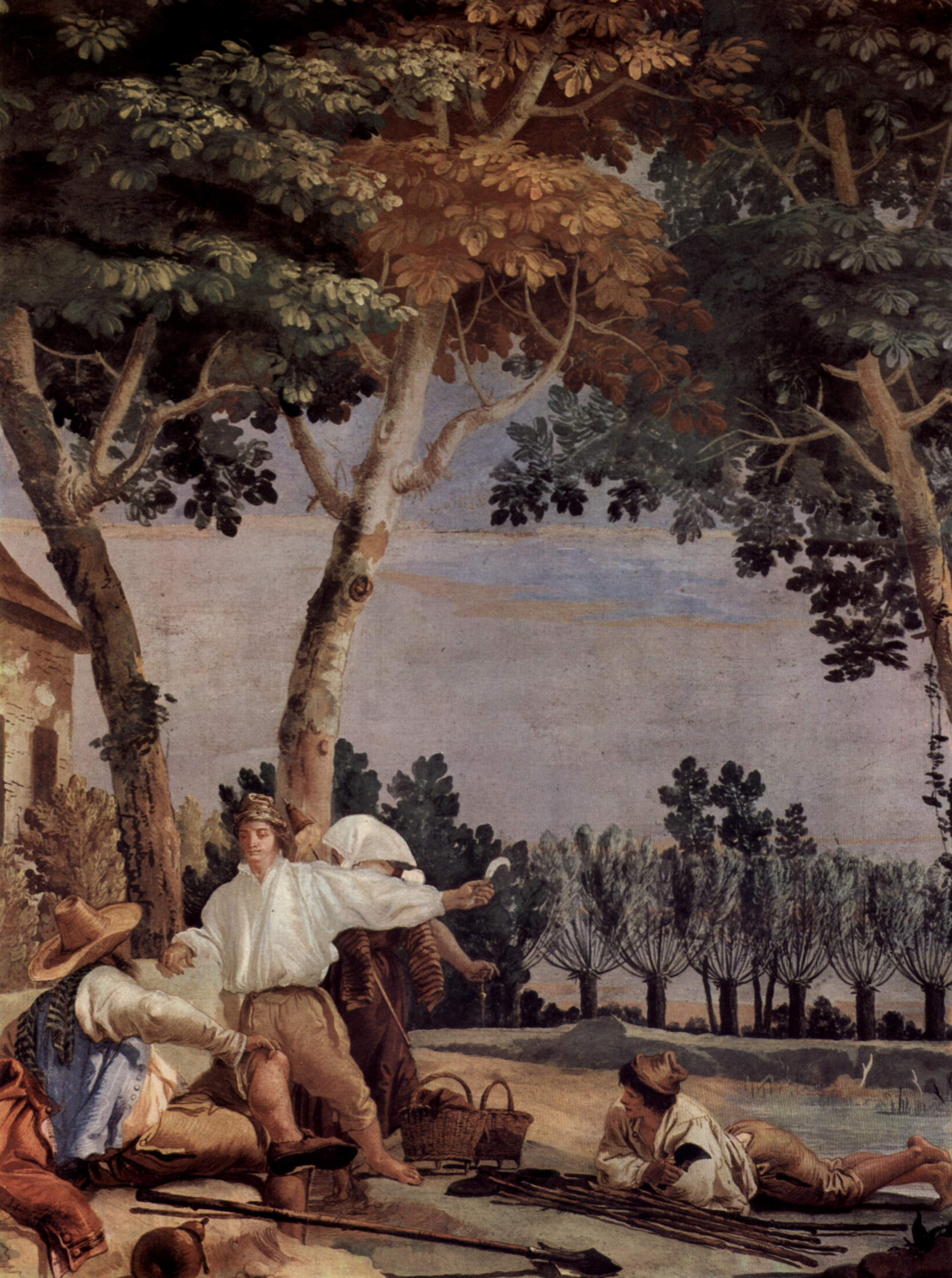
Contadini che riposano
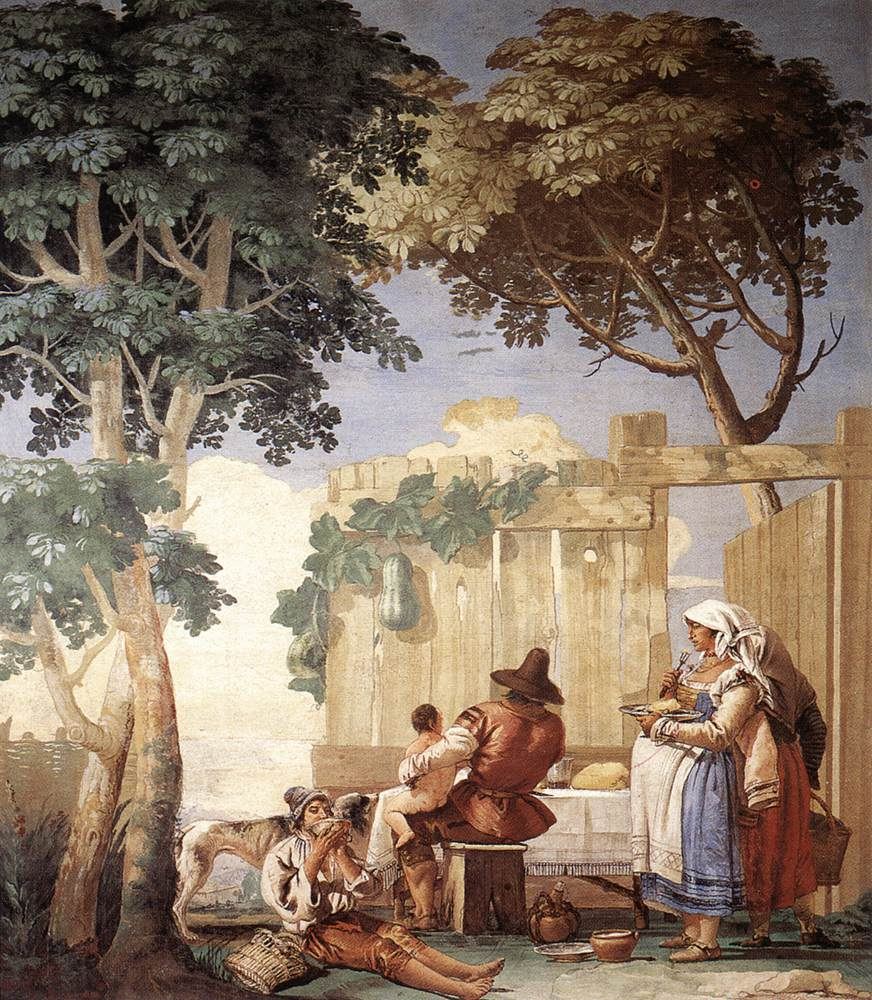
Contadini a mensa
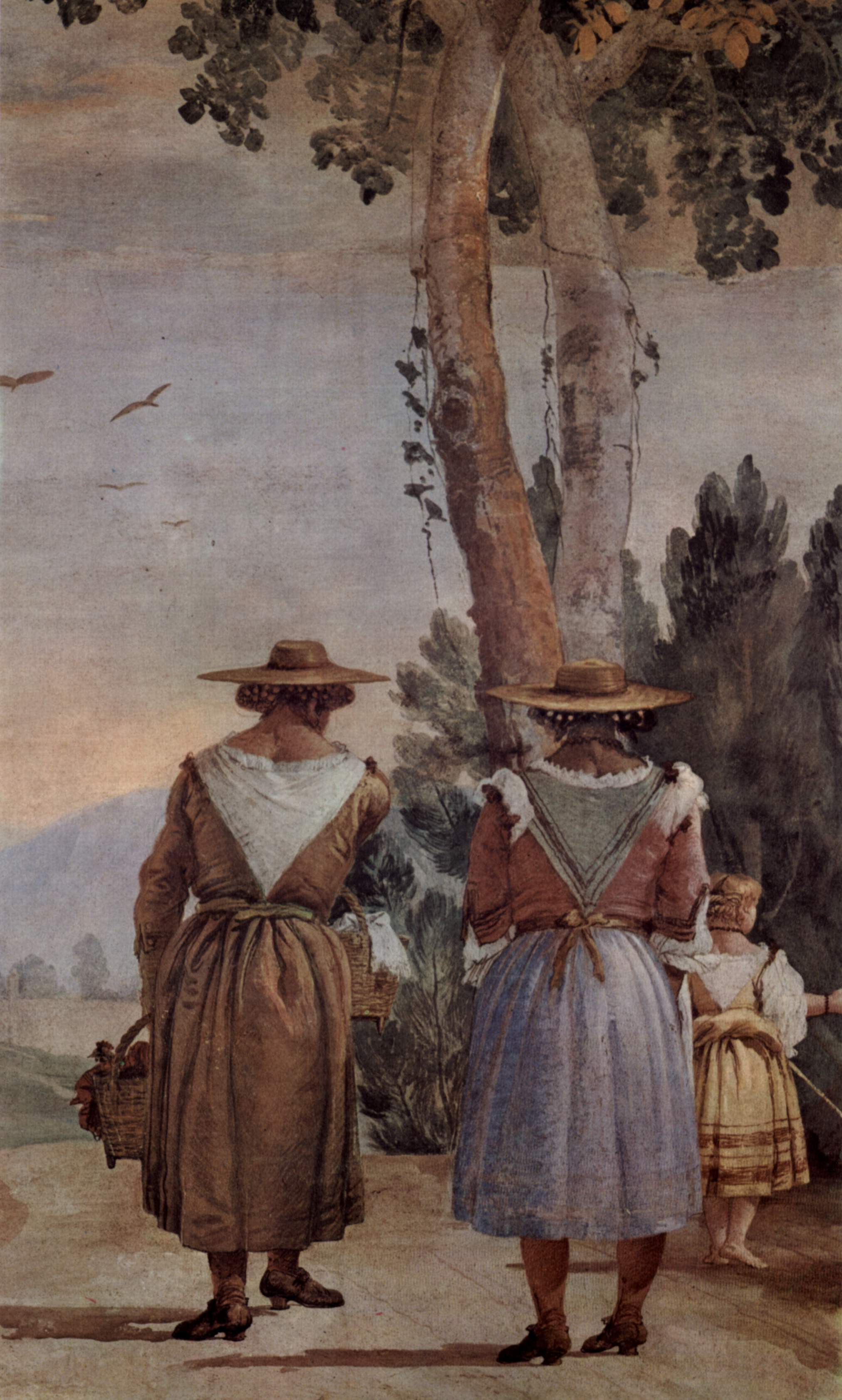
Tre contadine di spalle
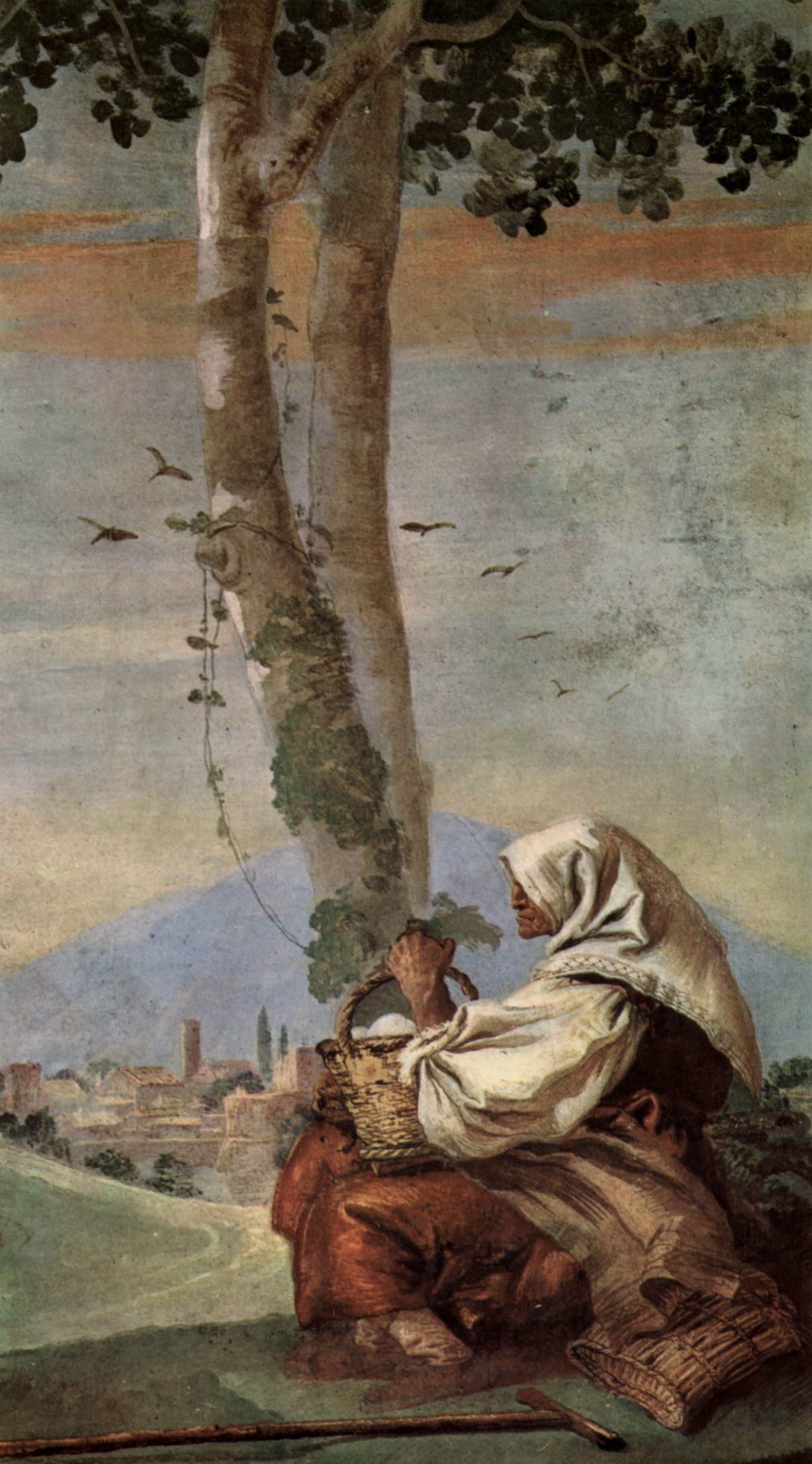
Vecchia contadina seduta

Nella Sala del Carnevale sono da menzionare il Mondo novo (soggetto ripreso anni dopo dall'artista nella sua residenza di Zianigo) e il Moro con vassoio (attribuito però da alcuni a Giambattista Tiepolo).

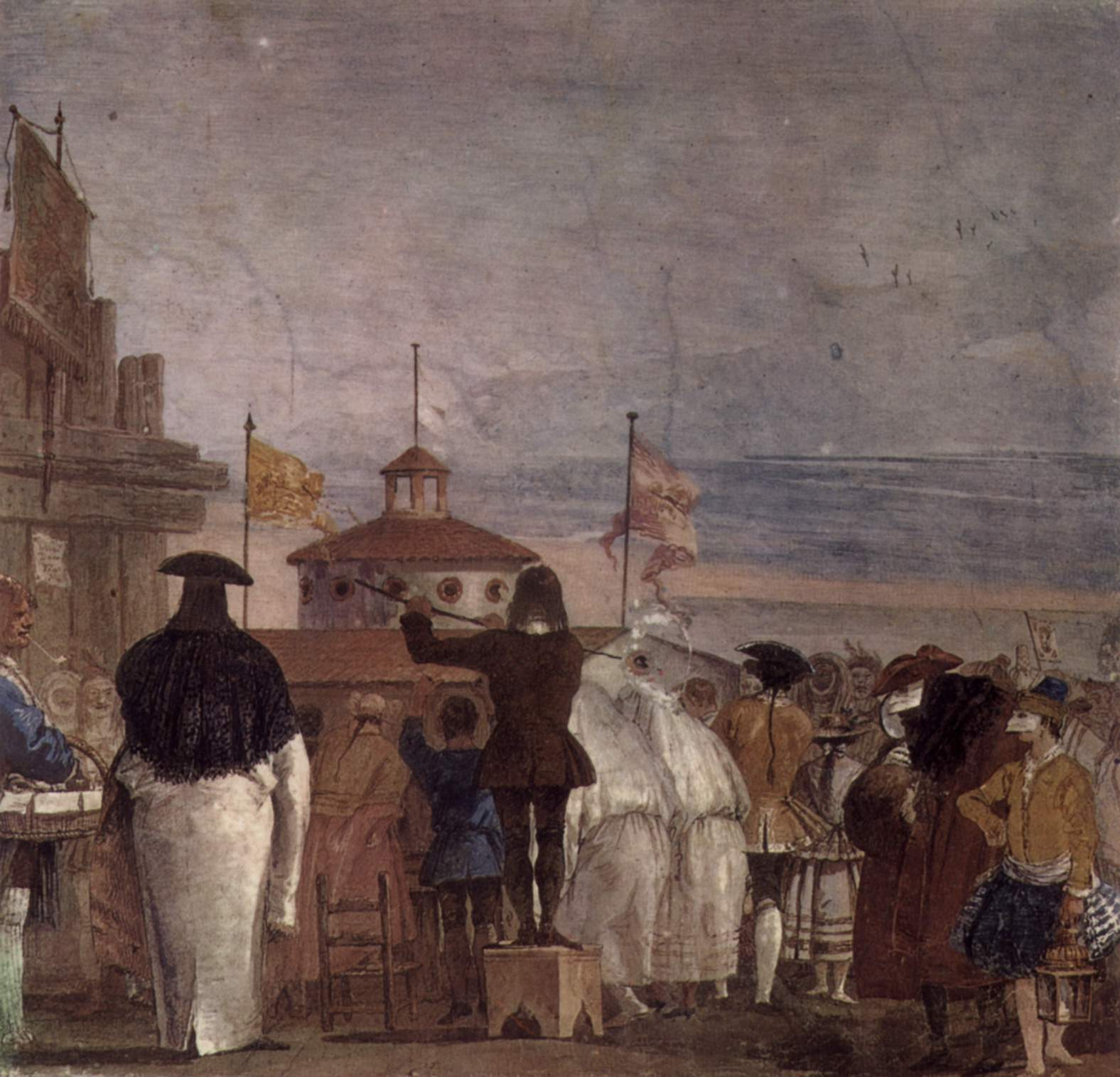
Mondo novo
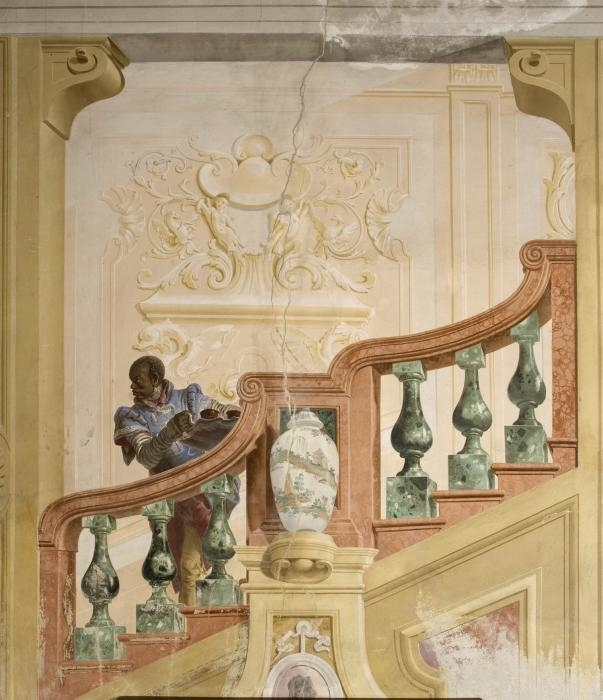
Moro con vassoio
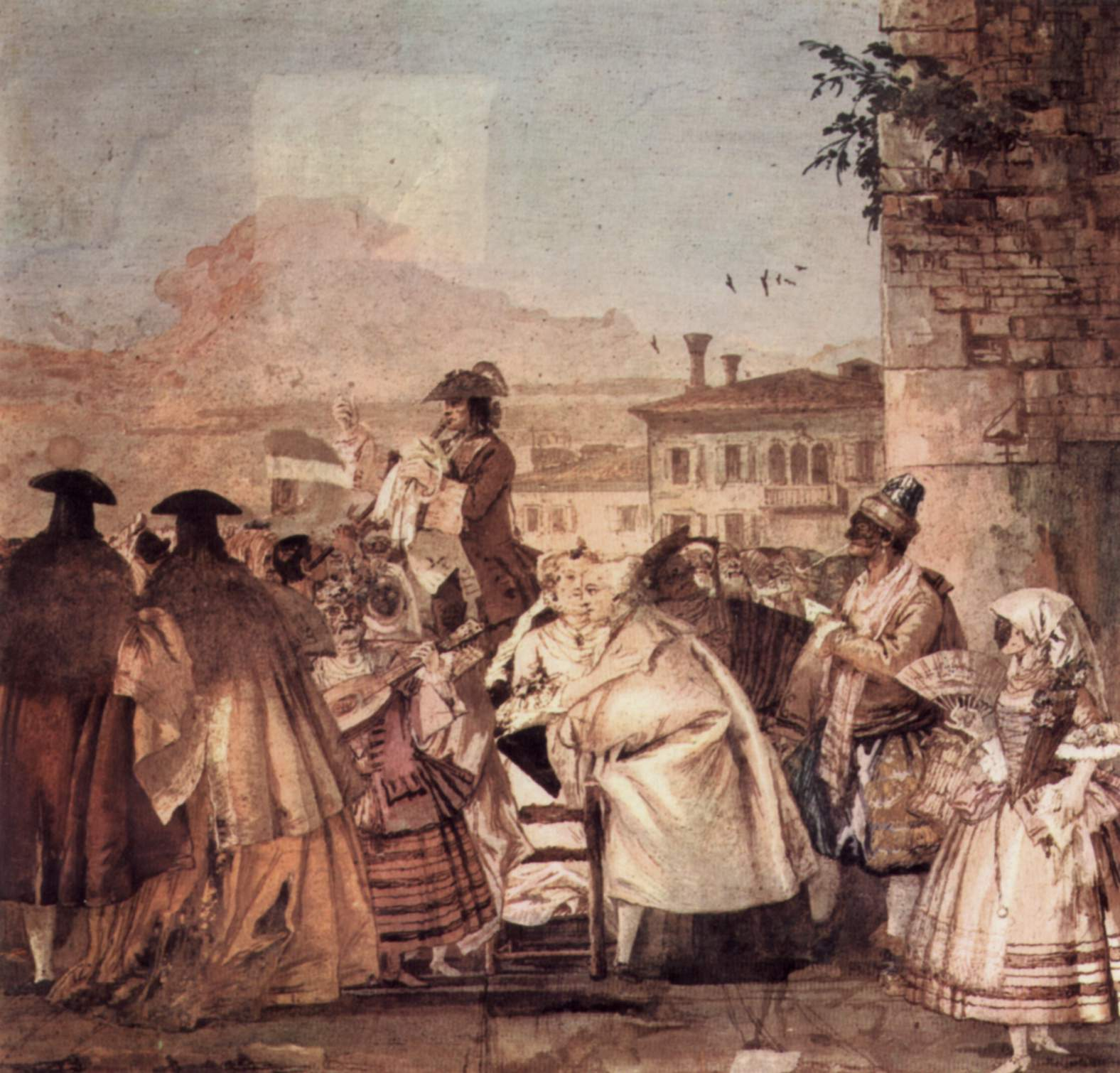
Indovino
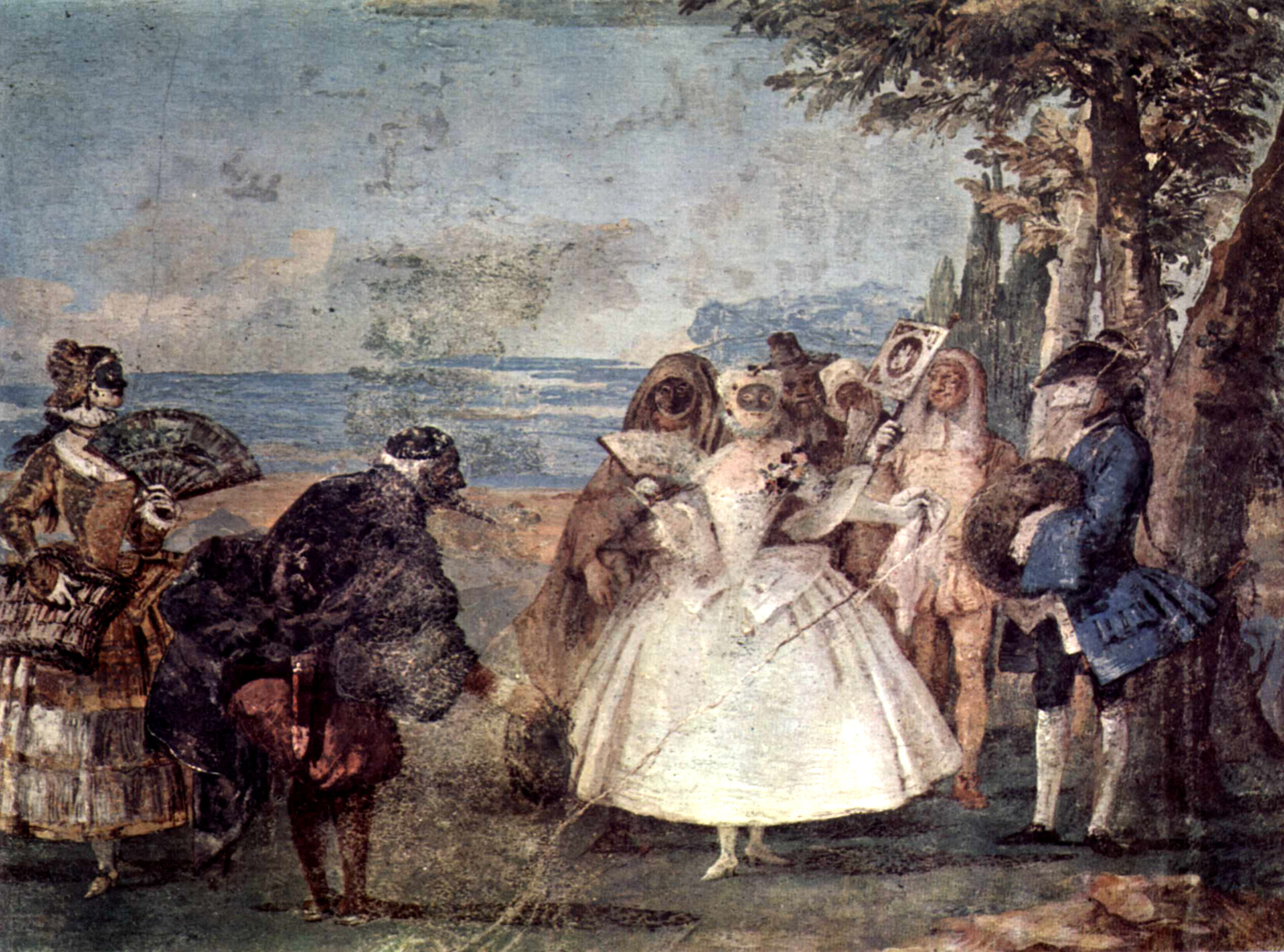
Minuetto con Pantalone e Colombina

La foresteria comprende infine la Stanza delle Architetture e la Stanza dei Putti.

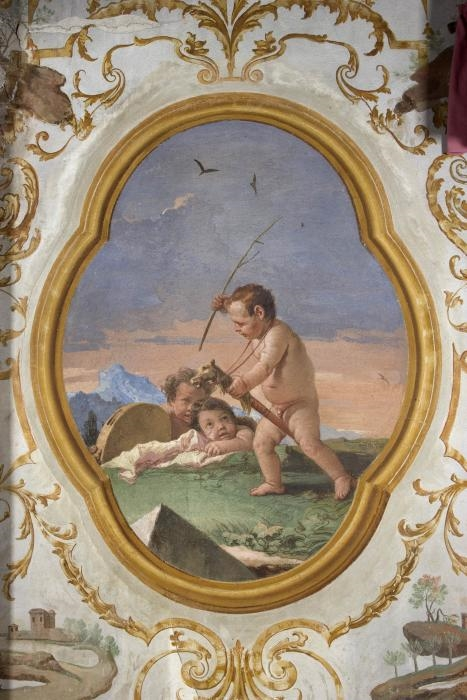
Putti che giocano con il cavallino di legno
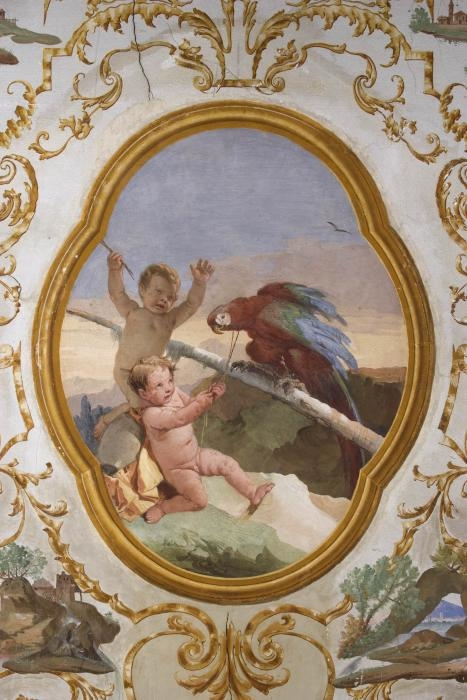
Due putti con pappagallo
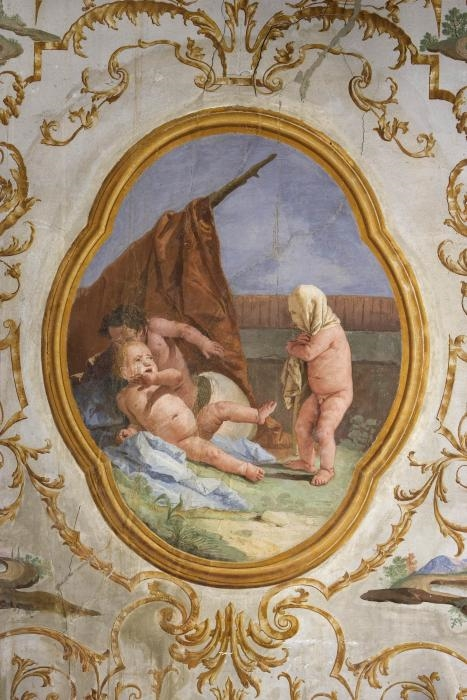
Putti che giocano ai fantasmi
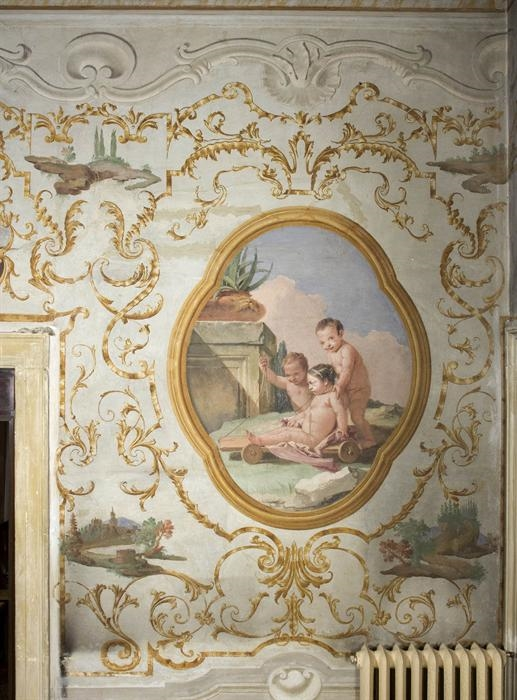
Putti che giocano con il carrettino

## Leggenda dei nani
Una leggenda vuole che la figlia del signore della villa fosse affetta da nanismo, e che i custodi e i servitori dell'edificio fossero scelti esclusivamente tra i nani, perché alla ragazza non si voleva far conoscere il proprio difetto fisico. Ma un giorno la ragazza vide entrare nella villa un principe alto e bello; avendo quindi preso coscienza del proprio stato, essa si tolse la vita gettandosi dalla torre, motivo per cui i nani si trasformarono in pietre per il dolore. I fedeli servitori, benché pietrificati, sorveglierebbero il sonno eterno della figlia del proprietario della villa.